# Liste der Kulturdenkmale in Arnsdorf

Wappen von Arnsdorf

In der Liste der Kulturdenkmale in Arnsdorf sind die Kulturdenkmale der sächsischen Gemeinde Arnsdorf verzeichnet, die bis September 2024 vom Landesamt für Denkmalpflege Sachsen erfasst wurden (ohne archäologische Kulturdenkmale). Die Anmerkungen sind zu beachten.
Diese Liste ist eine Teilliste der Liste der Kulturdenkmale im Landkreis Bautzen.

## Arnsdorf
| Bild                                    | Bezeichnung | Lage | Datierung                                              | Beschreibung | ID       |
| --------------------------------------- | --- | --- | ------------------------------------------------------ | --- | -------- |
| Weitere Bilder                          | Wohnhaus | Bahnhofstraße 15 (Karte) | Um 1910                                                | Putzbau mit Eckerker und vorgezogenem Mittelteil mit Giebel, baugeschichtliche Bedeutung, Kubatur und Proportionen im Wesentlichen erhalten, innen ebenfalls weitgehend authentisch, Bleiverglasung im Treppenhaus erhalten, originale Türen, Holzverkleidung der Wände, Einvernehmen über Unterschutzstellung mit Landratsamt Kamenz | 09301652 |
| Weitere Bilder                          | Gasthof „Zur guten Hoffnung“ mit Saal | Ernst-Thälmann-Straße 5 (Karte) | Bezeichnet mit 1877                                    | Gründerzeitlicher Putzbau über winkligem Grundriss, mit Walmdach, baugeschichtlich und ortsgeschichtlich von Bedeutung, bezeichnet in der Platte über der Tür | 09284611 |
| Weitere Bilder                          | Ländliches Wohnhaus | Ernst-Thälmann-Straße 7 (Karte) | Um 1870                                                | Putzbau mit Zwillingsfenster im Giebel, baugeschichtlich von Bedeutung, breitgelagerter Baukörper, Gesims über Erdgeschoss abgeschlagen | 09284612 |
| Weitere Bilder                          | Wohnhaus | Hauptstraße 9 (Karte) | Bezeichnet mit 1875                                    | Obergeschoss Fachwerk verbrettert, baugeschichtlich von Bedeutung, bezeichnet im Türsturz | 09284619 |
| Weitere Bilder                          | Wohnhaus | Hauptstraße 13 (Karte) | 3. Viertel 19. Jahrhundert                             | Putzbau mit Putzgliederung, Fachwerk und Freigespärre im Giebel, baugeschichtlich von Bedeutung, hochgezogene Mitte mit Dreiecksgiebel mit Zierfachwerk, dekorative Betongewände, Dachausbauten mit Zierfachwerk | 09284618 |
| Weitere Bilder                          | Wohnstallhaus mit Backofenanbau und weiterem Anbau sowie Scheune eines Dreiseithofes, dazu Toreinfahrt                                                     | Hauptstraße 15 (Karte) | Anfang 18. Jahrhundert                                 | Wohnstallhaus Obergeschoss Fachwerk, Scheune verbrettert, Toreinfahrt bestehend aus zwei Sandsteinpfeilern mit Kugelaufsätzen sowie Mauerstück mit Kugelaufsatz, baugeschichtlich und wirtschaftsgeschichtlich von Bedeutung | 09284617 |
| Weitere Bilder                          | Seitengebäude und drei Hofeinfahrtspfeiler eines Vierseithofes                                                                                             | Hauptstraße 17 (Karte) | Bezeichnet mit 1844                                    | Obergeschoss Fachwerk, Giebel verschiefert, baugeschichtlich und wirtschaftsgeschichtlich von Bedeutung. Das Wohnstallhaus steht als östlicher Abschluss eines Dreiseithofes giebelständig zur Straße. Über dem in Bruchstein aufgeführten Erdgeschoss erhebt sich ein konstruktiv geprägtes zweiriegelig abgebundenes Fachwerk. Das Kehlbalkendachwerk wird mit einem Mittellängsverband gegen Wind ausgesteift. Das Bruchsteinerdgeschoss umschließt den gewölbten Flur, den gewölbten Stall und eine Stube mit Holzbalkendecke. Nach der Inschrift über der Tür 1844 (i) wurde zu dieser Zeit ein wohl in Holzbauweise errichtetes Erdgeschoss massiv ersetzt. Das Bauholz (Fichte) des Dachwerkes datiert dendrochronologisch mit vier Proben in die Fälljahre nach 1718 bis 1729. Das Dachwerk wurde demnach im Jahre 1730 errichtet. Das Oberstockfachwerk zeigt gezapfte Eckvollstreben und eine gezapfte Vollstrebe zwischen Flur- und Stallzone. Die Fenster wurden bauzeitlich zwischen Brust- und durchlaufendem Kopfriegel eingesetzt. Deren Breite wird von einem Ständer und einem Stiel gebildet. Mit diesen Gefügemerkmalen kann das Oberstockfachwerk zur Bauzeit des Dachwerkes gehören, muss dann aber als für die Zeit sehr fortschrittlich angesprochen werden. Hier sollten bei Möglichkeit weitere Dendroproben genommen werden. Nach dem Stubendeckenbefund und Gefügebefunden am zugewandten Giebel kann in Anbetracht der aus Befunden und historischen Fotografien gewonnenen Erkenntnis, dass Arnsdorf bis ins zweite Drittel des 19. Jahrhunderts von Umgebindehäusern geprägt wurde, davon ausgegangen werden, dass auch das Wohnstallhaus Hauptstraße 17 als Umgebindehaus mit Holzstube errichtet worden ist. Eine Förderung behutsam durchgeführter Baumaßnahmen mit dem Ziel der Nutzung des Kulturdenkmales als Wohnhaus wird aus fachlicher Sicht ausdrücklich befürwortet. | 09284616 |
| Weitere Bilder                          | Wohnhaus | Hauptstraße 20 (Karte) | 1. Hälfte 19. Jahrhundert                              | Obergeschoss Fachwerk verkleidet, baugeschichtlich von Bedeutung | 09284614 |
| Weitere Bilder                          | Dorfkirche Arnsdorf mit Kirchhof, Glockenturm, Denkmal für die Gefallenen des Ersten Weltkrieges, vier Grabmale und Einfriedungsmauer mit Tor              | Hauptstraße 23 (Stolpener Straße) (Karte) | Um 1500 (Chor); nach 1928 (Kriegerdenkmal)             | Kirche verputzter Bruchsteinbau mit Satteldach und Dachreiter, an der Nordseite eingezogener Chor mit 5/8-Schluss, baugeschichtlich und ortsgeschichtlich von Bedeutung. Umlaufende Einfriedung aus verputztem Bruchsteinmauerwerk mit schmiedeeisernem Eingangstor (bezeichnet mit 1877) zwischen zwei Pfeilern, Glockenturm errichtet 1918, Denkmal für die Gefallenen des Ersten Weltkrieges an der südlichen Kirchenmauer. Vier denkmalwerte Grabstätten: - Johanne Eleonore Schuster (1805–1869) und Karl Traugott Schuster (1811–1887), Trauernder Engel, der sich auf eine Urne stützt, Sandstein, nach 1869 - unbekannt, Grabstele mit Frauendarstellung unter architektonischer Rahmung im neugotischen Stil, 2. Hälfte 19. Jahrhundert - Friedrich Wilhelm Walther und weiter Familienangehörige, markante Grabwand mit architektonischem Aufbau, 19. Jahrhundert - unbekannt, Postament, ehemals als Unterbau für ein Grabkreuz (jetzt neben dem Sockel abgestellt), Sandstein, 19. Jahrhundert In der Kirche Felderdecke (eingebaut und bemalt 1719/20), Renovierung der Kirche mit Abbau der Decke 1888, dabei wurden die zerrissenen Bretter als „Schalbretter“ für die glatt geputzte Decke zweitverwendet, Fund der Decke 2001, Abschluss des Widereinbaus Herbst 2011, Künstler unbekannt, Maße 11 m × 7,5 m, gefasste Holzoberflächen (Leimfarbe auf Nadelholz), Felderdecke stellt vermutlich zehn Figuren des Alten Testaments (Moses und Aaron, Propheten) den zwölf Aposteln des Neuen Testament entgegen, alle Maltafeln von einem Akanthusrahmen eingefasst, diese Rahmen wiederum von Zweitrahmen umgeben, der Namen der Apostel oder Propheten trägt, zu Füßen Namensangabe zu den Stiftern. | 09284613 |
| Weitere Bilder                          | Wohnstallhaus, Auszugshaus (Umgebinde), Seitengebäude und Scheune eines Vierseithofes                                                                      | Hauptstraße 26 (Karte) | 1701 Dendro (Wohnstallhaus); 1762 Dendro (Auszugshaus) | Wohnstallhaus Obergeschoss ursprünglich Fachwerk, Auszugshaus Obergeschoss Fachwerk, Seitengebäude Obergeschoss Fachwerk, Scheune Fachwerk verbrettert, baugeschichtlich und wirtschaftsgeschichtlich von Bedeutung | 09284597 |
| Weitere Bilder                          | Sachgesamtheit Ehemalige Königlich Sächsische Pflegeanstalt Arnsdorf (heute Sächsisches Krankenhaus für Psychiatrie und Neurologie Arnsdorf)               | Hufelandstraße 15; Hufelandstraße 5, 7, 9, 13, 22 (Wohnhaus und Brunnen); bei Hufelandstraße 22 (Brunnen); Hufelandstraße 17 (Wohnhaus für Oberbeamte); Hufelandstraße 19 (Wohnhaus für Oberbeamte); Karswaldstraße 1 (ehemalige Direktorenvilla); Stolpener Straße 18, 20, 22, 57, 59 (Wohnhäuser für Unterbeamte) (Karte) | 1912                                                   | Sachgesamtheit Ehemalige Königlich Sächsische Pflegeanstalt Arnsdorf; stattliches Krankenhausareal als Komplex vieler einzelner Bauten und baulicher Anlagen in einem großflächigen Park mit zu großen Teilen erhaltenen historischen Wegeführungen (einschließlich Pflasterung), altem Gehölzbestand und Alleen (Gartendenkmal) sowie Mauern, Resten von Holzstaketenzäunen, Pavillons und Wartehalle westlich der Anstaltskirche, Treppenanlagen, Kriegsgräberanlage für die Gefallenen des Zweiten Weltkrieges, Gedenkstein für Elfriede Lohse-Wächtler (Sachgesamtheitsteile); geschichtliche (bau-, sozial- und kirchengeschichtliche) sowie künstlerische und landschaftsgestaltende Bedeutung als eines der wenigen vollständig erhaltenen und nicht überformten Architekturbeispiele für medizinische Anstalten aus der Reformzeit in Sachsen, deshalb auch Seltenheitswert. | 09284584 |
| Weitere Bilder                          | Drei ehemalige Waschhäuser 1–3 (Einzeldenkmale zu ID-Nr. 09284584)                                                                                         | Hufelandstraße 15 (Stolpener Straße 18, Hufelandstraße/Ecke Friedrich-Wolf-Straße, Stolpener Straße/Nähe Anstaltsfriedhof) (Karte) | 1907–1912                                              | Einzeldenkmale der Sachgesamtheit Ehemalige Königlich Sächsische Pflegeanstalt Arnsdorf; jeweils eingeschossiger Bau mit Pfeilerstellung und Walmdach im Stil der Reformbaukunst, baugeschichtliche und ortsgeschichtliche Bedeutung. Jeweils gleicher Bautyp, originalgetreue Sanierung, Walmdach mit Gaupen und Dachausbau in Art eines flachen Zwerchhauses. | 09302275 |
| Weitere Bilder                          | Ehemaliges Wohnhaus für Oberbeamte (Einzeldenkmal zu ID-Nr. 09284584)                                                                                      | Hufelandstraße 5 (Karte) | 1912                                                   | Einzeldenkmal der Sachgesamtheit Ehemalige Königlich Sächsische Pflegeanstalt Arnsdorf; freistehender Baukörper mit weitgehend authentischer Kubatur und Proportionen, geschichtliche Bedeutung, dekorative Loggia (geometrisches Dekor), originale Fenstersprossung, Dachlandschaft mit Gaupen | 09284580 |
| Weitere Bilder                          | Ehemaliges Wohnhaus für Oberbeamte (Einzeldenkmal zu ID-Nr. 09284584)                                                                                      | Hufelandstraße 7 (Karte) | Um 1910                                                | Einzeldenkmal der Sachgesamtheit Ehemalige Königlich Sächsische Pflegeanstalt Arnsdorf; freistehender Baukörper mit weitgehend authentischer Kubatur und Proportionen, geschichtliche Bedeutung, Loggia und Balkons, originale Fenstersprossung, Dachausbauten | 09284581 |
| Weitere Bilder                          | Ehemaliges Wohnhaus für Oberbeamte (Einzeldenkmal zu ID-Nr. 09284584)                                                                                      | Hufelandstraße 9 (Karte) | Um 1910                                                | Einzeldenkmal der Sachgesamtheit Ehemalige Königlich Sächsische Pflegeanstalt Arnsdorf; freistehender Baukörper mit weitgehend authentischer Kubatur und Proportionen, geschichtliche Bedeutung, Kassettierungen, Dachausbauten | 09284582 |
| Weitere Bilder                          | Ehemaliges Wohnhaus für Oberbeamte (Einzeldenkmal zu ID-Nr. 09284584)                                                                                      | Hufelandstraße 13 (Karte) | Um 1910                                                | Einzeldenkmal der Sachgesamtheit Ehemalige Königlich Sächsische Pflegeanstalt Arnsdorf; weitgehend authentische Kubatur und Proportionen, geschichtliche Bedeutung. Dekorative Putzgliederungen, Mansarddach mit Dachausbauten, rückseitig vorgezogenes Treppenhaus, verschiedene Fensterausführungen, Holzpavillon im Garten des Hauses. | 09284583 |
| Weitere Bilder                          | Gebäude A1: Klinikgebäude im Stil der Reformbaukunst (Einzeldenkmal zu ID-Nr. 09284584)                                                                    | Hufelandstraße 15 (Karte) | 1907–1912                                              | Einzeldenkmal der Sachgesamtheit Ehemalige Königlich Sächsische Pflegeanstalt Arnsdorf; zweigeschossiger Dreiflügelbau, geschichtliche Bedeutung. Saniertes Objekt, Geschossbetonung durch vorkragende Bedachungen, Dachlandschaft belebt durch Hechtgaupen und turmartige Aufsätze, Treppenhäuser als Vorbauten der Fassade. | 09302243 |
| Weitere Bilder                          | Gebäude A2: zweieinhalbgeschossige Dreiflügelanlage, Klinikgebäude im Stil der Reformbaukunst (Einzeldenkmal zu ID-Nr. 09284584)                           | Hufelandstraße 15 (Karte) | 1907–1912                                              | Einzeldenkmal der Sachgesamtheit Ehemalige Königlich Sächsische Pflegeanstalt Arnsdorf; ehemaliger Klinikbereich für hochgradig Unruhige, heute Forensik, geschichtliche Bedeutung. Saniertes Objekt mit weitgehend authentischem äußeren Erscheinungsbild, Dachlandschaft belebt durch Hechtgaupen und turmartige Aufbauten, Treppenhäuser als Vorbauten der Fassade, verschiedenste Fensteröffnungen (stehend rechteckig, gedoppelte Fenster, Rundbogenfenster), originale Eingangsbereiche mit Überdachungen und originalen Türen. | 09302244 |
| Weitere Bilder                          | Gebäude A3: zweigeschossiges Klinikgebäude im Stil der Reformbaukunst (Einzeldenkmal zu ID-Nr. 09284584)                                                   | Hufelandstraße 15 (Karte) | 1907–1912                                              | Einzeldenkmal der Sachgesamtheit Ehemalige Königlich Sächsische Pflegeanstalt Arnsdorf; ehemals Klinikbereich für Ruhige, geschichtliche Bedeutung. Saniertes Objekt mit weitgehend authentischem äußeren Erscheinungsbild, seitlicher eingeschossiger Anbau mit Terrasse, Dachlandschaft belebt durch Hechtgaupen und turmartige Aufsätze, originale Fenstergliederung und Schmuckelemente. | 09302245 |
| Weitere Bilder                          | Gebäude A4: Klinikgebäude im Stil der Reformbaukunst (Einzeldenkmal zu ID-Nr. 09284584)                                                                    | Hufelandstraße 15 (Karte) | 1907–1912                                              | Einzeldenkmal der Sachgesamtheit Ehemalige Königlich Sächsische Pflegeanstalt Arnsdorf; zweigeschossige Dreiflügelanlage, ehemaliger Klinikbereich für Überwachungsbedürftige, heute Kinder- und Jugendpsychiatrie, geschichtliche Bedeutung. Symmetrische Fassadengliederung, weitgehend authentische Kubatur, Proportionen, Fassadenschmuck, Dachlandschaft belebt durch Hechtgaupen und turmartige Aufsätze, originale Fenstergliederung, originale Eingangsbereiche. | 09302246 |
| Weitere Bilder                          | Gebäude A5: Klinikgebäude im Stil der Reformbaukunst (Einzeldenkmal zu ID-Nr. 09284584)                                                                    | Hufelandstraße 15 (Karte) | 1907–1912                                              | Einzeldenkmal der Sachgesamtheit Ehemalige Königlich Sächsische Pflegeanstalt Arnsdorf; zweigeschossige Dreiflügelanlage, ehemaliger Klinikbereich für Überwachungsbedürftige, heute Forensik, geschichtliche Bedeutung. Weitgehend authentische Kubatur und Proportionen, originale Fenstergliederungen und aufwändige Eingangsbereiche mit zum Teil dekorativem Sandsteinreliefschmuck, Dachlandschaft belebt durch Fledermaus- und Hechtgaupen sowie turmartige Aufsätze. | 09302247 |
| Weitere Bilder                          | Gebäude A6: Klinikgebäude im Stil der Reformbaukunst (Einzeldenkmal zu ID-Nr. 09284584)                                                                    | Hufelandstraße 15 (Karte) | 1907–1912                                              | Einzeldenkmal der Sachgesamtheit Ehemalige Königlich Sächsische Pflegeanstalt Arnsdorf; zweigeschossiger Dreiflügelbau, ehemaliger Klinikbereich für hochgradig Unruhige, heute allgemeine Psychiatrie und Suchtklinik, geschichtliche Bedeutung. Weitgehend authentische Kubatur und Proportionen, originale Fenstergliederungen sowie Eingangsbereiche, Dachlandschaft mit Gaupen verschiedener Ausführung und turmartigen Aufsätzen. | 09302248 |
| Weitere Bilder                          | Gebäude A7: Klinikgebäude im Stil der Reformbaukunst (Einzeldenkmal zu ID-Nr. 09284584)                                                                    | Hufelandstraße 15 (Karte) | 1907–1912                                              | Einzeldenkmal der Sachgesamtheit Ehemalige Königlich Sächsische Pflegeanstalt Arnsdorf; zweigeschossiger Baukörper mit ausgebautem Mansarddach, geschichtliche Bedeutung. Weitgehend original erhaltener Baukörper auf abgewinkeltem Grundriss, historische Fensterformate und -gliederungen sowie aufwändige Eingangsbereiche, hohes Sockelgeschoss, Mansarddach mit Gaupen und turmartigen Aufbauten. | 09302249 |
| Weitere Bilder                          | Gebäude A8: Klinikgebäude im Stil der Reformbaukunst (Einzeldenkmal zu ID-Nr. 09284584)                                                                    | Hufelandstraße 15 (Karte) | 1907–1912                                              | Einzeldenkmal der Sachgesamtheit Ehemalige Königlich Sächsische Pflegeanstalt Arnsdorf; zweigeschossiger Baukörper mit ausgebautem Dach, geschichtliche Bedeutung. Sanierter, weitgehend original erhaltener Baukörper mit geschosstrennenden Horizontalgesimsen, Reliefschmuck über originalem Hauseingang und in Giebelfeldern, Dachlandschaft mit Gaupen verschiedener Ausführung und turmartigen Aufsätzen. | 09302250 |
| Weitere Bilder                          | Gebäude B1: Klinikgebäude im Stil der Reformbaukunst (Einzeldenkmal zu ID-Nr. 09284584)                                                                    | Hufelandstraße 15 (Karte) | 1907–1912                                              | Einzeldenkmal der Sachgesamtheit Ehemalige Königlich Sächsische Pflegeanstalt Arnsdorf; zweigeschossiger Baukörper mit ausgebautem Dach, geschichtliche Bedeutung. Sanierter, weitgehend authentisch erhaltener Baukörper mit herkömmlicher Kubatur und Proportionen, seitlicher eingeschossiger Anbau mit Terrasse, Dachlandschaft mit Gaupen und turmartigen Aufsätzen. | 09302251 |
| Weitere Bilder                          | Gebäude B2: Klinikgebäude im Stil der Reformbaukunst (Einzeldenkmal zu ID-Nr. 09284584)                                                                    | Hufelandstraße 15 (Karte) | 1907–1912                                              | Einzeldenkmal der Sachgesamtheit Ehemalige Königlich Sächsische Pflegeanstalt Arnsdorf; zweigeschossiger Dreiflügelbau mit ausgebautem Dach, Klinikbereich für minder Unruhige, heute Cafeteria, geschichtliche Bedeutung. Sanierter, weitgehend authentisch erhaltener Baukörper mit herkömmlicher Kubatur und Proportionen, rückwärtiger halbgeschossiger Verandavorbau mit Treppenanlage, Dachlandschaft mit Gaupen, Schornsteinen und turmartigen Aufsätzen. | 09302252 |
| Weitere Bilder                          | Gebäude B3 (sogenanntes Lohse-Wächter-Haus): Klinikgebäude im Stil der Reformbaukunst (Einzeldenkmal zu ID-Nr. 09284584)                                   | Hufelandstraße 15 (Karte) | 1907–1912                                              | Einzeldenkmal der Sachgesamtheit Ehemalige Königlich Sächsische Pflegeanstalt Arnsdorf; zweieinhalbgeschossiger Dreiflügelbau, ehemaliger Klinikbereich für hochgradig Unruhige, heute Sucht- und Jugendmaßregel, geschichtliche Bedeutung. Sanierter, weitgehend authentisch erhaltener Baukörper mit herkömmlicher Kubatur und Proportionen, verschiedene Fensterformate und -ausführungen, Dachlandschaft mit Gaupen und turmartigen Aufsätzen. | 09302254 |
| Weitere Bilder                          | Gebäude B5: Klinikgebäude im Stil der Reformbaukunst (Einzeldenkmal zu ID-Nr. 09284584)                                                                    | Hufelandstraße 15 (Karte) | 1907–1912                                              | Einzeldenkmal der Sachgesamtheit Ehemalige Königlich Sächsische Pflegeanstalt Arnsdorf; zweigeschossiger Dreiflügelbau mit ausgebautem Dach, ehemaliger Klinikbereich für Überwachungsbedürftige, heute Heim, geschichtliche Bedeutung. Weitgehend authentisch erhaltener Bau mit herkömmlicher Kubatur und Proportionen, verschiedene Fensterformate und -ausführungen, originale Eingangsbereiche, teilweise Reliefstuck an der Fassade, Dachlandschaft mit Gaupen und Mansardfenstern. | 09302256 |
| Weitere Bilder                          | Gebäude B6: Klinikgebäude im Stil der Reformbaukunst (Einzeldenkmal zu ID-Nr. 09284584)                                                                    | Hufelandstraße 15 (Karte) | 1907–1912                                              | Einzeldenkmal der Sachgesamtheit Ehemalige Königlich Sächsische Pflegeanstalt Arnsdorf; zweigeschossiger Dreiflügelbau mit teilweise ausgebautem Dach, ehemaliger Klinikbereich für minder Unruhige, heute Heim, geschichtliche Bedeutung. Sanierter, weitgehend authentisch erhaltener Baukörper mit herkömmlicher Kubatur und Proportionen, betonter Mittelteil durch aufgesetztes Halbgeschoss, Sockel durch umlaufendes Gesims von erstem Obergeschoss abgesetzt, verschiedene Fensterformate und -ausführungen, originale Eingangsbereiche, Dachlandschaft mit Gaupen, Mansardfenstern und turmartigen Aufsätzen. | 09302257 |
| Weitere Bilder                          | Gebäude B7 (sogenanntes „Haus Buche“): Klinikgebäude im Stil der Reformbaukunst (Einzeldenkmal zu ID-Nr. 09284584)                                         | Hufelandstraße 15 (Karte) | 1907–1912                                              | Einzeldenkmal der Sachgesamtheit Ehemalige Königlich Sächsische Pflegeanstalt Arnsdorf; zweigeschossiger, langgestreckter, symmetrischer Baukörper mit ausgebautem Mansarddach, heute Heim, geschichtliche Bedeutung. Sanierter Baukörper, weitgehend authentisch, originale Kubatur und Proportionen, originale Eingangsbereiche, Dachlandschaft mit Mansardfenstern, Gaupen, giebelseitig Ochsenaugen und am Mittelteil turmartige Aufsätze. | 09302258 |
| Weitere Bilder                          | Gebäude B8: Klinikgebäude im Stil der Reformbaukunst (Einzeldenkmal zu ID-Nr. 09284584)                                                                    | Hufelandstraße 15 (Karte) | 1907–1912                                              | Einzeldenkmal der Sachgesamtheit Ehemalige Königlich Sächsische Pflegeanstalt Arnsdorf; zweigeschossiger Baukörper mit ausgebautem Mansarddach, geschichtliche Bedeutung. Sanierter Bau mit weitgehend authentisch erhaltener Kubatur und Proportionen, profiliertes Gesims trennt Sockel von erstem Obergeschoss, symmetrisch gegliederte Fassade und Dachlandschaft. | 09302259 |
| Weitere Bilder                          | Gebäude B9: Klinikgebäude im Stil der Reformbaukunst (Einzeldenkmal zu ID-Nr. 09284584)                                                                    | Hufelandstraße 15 (Karte) | 1907–1912                                              | Einzeldenkmal der Sachgesamtheit Ehemalige Königlich Sächsische Pflegeanstalt Arnsdorf; zweigeschossiger Baukörper mit teilweise ausgebautem Mansarddach, geschichtliche Bedeutung. Sanierter Bau mit weitgehend authentisch erhaltener Erscheinung (innen und außen), umlaufendes bandartiges Gesims unter Fenstern des ersten und zweiten Obergeschosses zur horizontalen Betonung, verschiedene Fensterformate und -ausführungen, Dachraum mit Gaupen belichtet, teilweise schlichte Putzfelder als Dekoration über den Fenstern der Fassade. | 09302260 |
| Weitere Bilder                          | Gebäude B10: Klinikgebäude im Stil der Reformbaukunst (Einzeldenkmal zu ID-Nr. 09284584)                                                                   | Hufelandstraße 15 (Karte) | 1907–1912                                              | Einzeldenkmal der Sachgesamtheit Ehemalige Königlich Sächsische Pflegeanstalt Arnsdorf; zweigeschossiger dreiflügeliger Baukörper mit teilweise ausgebautem Dach, ehemals Lazarett, heute Neurologie, geschichtliche Bedeutung. Sanierter, aufwändig gestalteter Baukörper mit vielen optischen Staffelungen (umlaufende Gesimse, Eingangsvorbauten, Treppenhäuser), reich gegliederte Dachlandschaft mit Betonung der Eckgebäude, turmartige Aufsätze als Blickpunkte. | 09302261 |
| Weitere Bilder                          | Gebäude C1 (Verwaltung): Verwaltungsgebäude im Stil der Reformbaukunst (Einzeldenkmal zu ID-Nr. 09284584)                                                  | Hufelandstraße 15 (Karte) | 1907–1912                                              | Einzeldenkmal der Sachgesamtheit Ehemalige Königlich Sächsische Pflegeanstalt Arnsdorf; repräsentativer Baukörper auf verwinkeltem Grundriss mit weithin sichtbarem Turm, exemplarisches Zeugnis der Reformbaukunst, baugeschichtliche und ortsgeschichtliche Bedeutung. Als Zentrum der gesamten Anlage fungierendes Gebäude mit weitreichender optischer Wirkung durch Staffelung der einzelnen Bauteile in der Höhe, u. a. Turm, weitgehend authentisches Erscheinungsbild hinsichtlich Kubatur, Proportionen, Gestaltungsmerkmale der Fassade (Fensterformate und -ausführungen), originale Eingangsbereiche (Sandsteinportale), Treppen, schmiedeeiserne Geländer, Sandsteinbalustraden der Terrassen, Erker mit Bleiverglasung, reich gestaffelte Dachlandschaft mit Gaupen und Schornsteinen. | 09302265 |
| Weitere Bilder                          | Gebäude C2 – Wärmeversorgung und Materialwirtschaft (Einzeldenkmal zu ID-Nr. 09284584)                                                                     | Hufelandstraße 15 (Karte) | 1907–1912                                              | Einzeldenkmal der Sachgesamtheit Ehemalige Königlich Sächsische Pflegeanstalt Arnsdorf; eingeschossiger Baukörper mit Drempelgeschoss und flachem Walmdach, geschichtliche Bedeutung. Schlichter Baukörper, gehört zur Infrastruktur des gesamten Klinikkomplexes, Kubatur und Proportionen erhalten, teilweise originale Details (Fensterausbildung im Drempel und Eingangstüren). | 09302266 |
| Weitere Bilder                          | Gebäude C3 – ehemalige Wäscherei, heute Zentrale (Einzeldenkmal zu ID-Nr. 09284584)                                                                        | Hufelandstraße 15 (Karte) | 1907–1912                                              | Einzeldenkmal der Sachgesamtheit Ehemalige Königlich Sächsische Pflegeanstalt Arnsdorf; sich aus mehreren Flügeln zusammensetzender Baukörper im Stile der Reformbaukunst, geschichtliche Bedeutung. Auffällig die Stellung der verschiedenen Bauteile, Betonung des Mittelteiles durch hochgezogenes Dach mit Turmaufsatz, weitgehend authentische Kubatur, Proportionen und Gestaltungsmerkmale (Fenster, Terrassen, Eingangsbereiche, Sandsteinzierelemente). | 09302267 |
| Weitere Bilder                          | Gebäude C4 – ehemalige Küche, heute Therapie (Einzeldenkmal zu ID-Nr. 09284584)                                                                            | Hufelandstraße 15 (Karte) | 1907–1912                                              | Einzeldenkmal der Sachgesamtheit Ehemalige Königlich Sächsische Pflegeanstalt Arnsdorf; stattlicher Baukörper in der Sprache der Reformbaukunst, bau- und ortsgeschichtliche Bedeutung. Komplex aus mehreren, höhenmäßig gestaffelten, miteinander verbundenen Bauteilen, auffallend große rundbogige Fensteröffnungen und markanter Eingangsbereich, Dachlandschaft mit verschiedenen Gaupen, Schornstein und turmartigen Aufsätzen, Sandsteinzierelemente. | 09302268 |
| Weitere Bilder                          | Gebäude C5 – ehemaliges Desinfektionshaus, heute Gärtnerei (Einzeldenkmal zu ID-Nr. 09284584)                                                              | Hufelandstraße 15 (Karte) | 1907–1912                                              | Einzeldenkmal der Sachgesamtheit Ehemalige Königlich Sächsische Pflegeanstalt Arnsdorf; repräsentativer eingeschossiger Bau mit symmetrischer Fassadengliederung im Stil der Reformbaukunst, bau- und ortsgeschichtliche Bedeutung. Mitte der Fassade betont durch vergleichsweise aufwändigen Eingangsbereich, rechts und links flankiert von je einem rundbogigen Tor. | 09302269 |
| Weitere Bilder                          | Gebäude C6 – Kulturhaus (Einzeldenkmal zu ID-Nr. 09284584)                                                                                                 | Hufelandstraße 15 (Karte) | 1907–1912                                              | Einzeldenkmal der Sachgesamtheit Ehemalige Königlich Sächsische Pflegeanstalt Arnsdorf; zweigeschossiger Baukörper mit symmetrischer Fassadengliederung im Stil der Reformbaukunst, mit aufwändigem Eingangsportal und vorgelegter Freitreppenanlage als bewusste Gestaltungsmittel, originaler Saal im Inneren, baugeschichtliche und ortsgeschichtliche Bedeutung. Vergleichsweise repräsentatives Gebäude durch große, vielfach untergliederte Fensteröffnungen in Erdgeschoss und Obergeschoss, direkte Blickführung von Garten zum Eingang, figürliches Relief im Giebelfeld über dem Eingang, originale Kassettentür, innen an Vorbild orientierter, sanierter Saal in Sprache der Entstehungszeit. | 09302270 |
| Weitere Bilder                          | Gebäude C7 – Anstaltskirche (Einzeldenkmal zu ID-Nr. 09284584)                                                                                             | Hufelandstraße 15 (Karte) | 1907–1912                                              | Einzeldenkmal der Sachgesamtheit Ehemalige Königlich Sächsische Pflegeanstalt Arnsdorf; bedeutender, weitgehend unverändert erhaltener Zentralbau des Reformstils, baugeschichtliche und künstlerische Bedeutung. Symmetrisch gegliederter Baukörper nach dem Vorbild der Kirche am Steinhof in Wien von Otto Wagner, hoch aufstrebender Bau mit steilem Mansardwalmdach und Dachreiter, an Nord- und Südseite fünf hohe, eng aneinandergefügte in Rustika-Sandstein gefasste Fenster, innen einheitliche Ausstattung im Reformstil erhalten. | 09302272 |
| Weitere Bilder                          | Gebäude C9 – Technik/Schlosserei (Einzeldenkmal zu ID-Nr. 09284584)                                                                                        | Hufelandstraße 15 (Karte) | 1907–1912                                              | Einzeldenkmal der Sachgesamtheit Ehemalige Königlich Sächsische Pflegeanstalt Arnsdorf; zweigeschossiger Baukörper im Stil der Reformbaukunst mit asymmetrischer Fassadengestaltung, geschichtliche Bedeutung. Massiver Putzbau auf rechteckigem Grundriss, weitgehend am Original orientierter Zustand nach der Sanierung. | 09302273 |
| Weitere Bilder                          | Parentationshalle des Anstalts-Friedhofs (Einzeldenkmal zu ID-Nr. 09284584)                                                                                | Hufelandstraße 15 (Karte) | 1907–1912                                              | Einzeldenkmal der Sachgesamtheit Ehemalige Königlich Sächsische Pflegeanstalt Arnsdorf; repräsentativer, symmetrisch gegliederter Baukörper im Stil der Reformbaukunst, baugeschichtliche und künstlerische Bedeutung. Mit repräsentativer Eingangsfront versehener, eingeschossiger Baukörper (drei Bögen, von Säulenstellungen getragen), dreistufige Treppe, schmiedeeiserne Gitter des Eingangsbereiches, Walmdach mit überhöhtem Aufsatz (mit liegenden Ovalfenstern und Dachhaube mit bekrönendem Kreuz), fungiert als Blickpunkt des Friedhofs, auf den Wegeführungen ausgerichtet sind. | 09302274 |
| Weitere Bilder                          | Drei ehemalige Waschhäuser 1–3 (Einzeldenkmale zu ID-Nr. 09284584)                                                                                         | Hufelandstraße 15 (Stolpener Straße 18, Hufelandstraße/Ecke Friedrich-Wolf-Straße, Stolpener Straße/Nähe Anstaltsfriedhof) (Karte) | 1907–1912                                              | Einzeldenkmale der Sachgesamtheit Ehemalige Königlich Sächsische Pflegeanstalt Arnsdorf; jeweils eingeschossiger Bau mit Pfeilerstellung und Walmdach im Stil der Reformbaukunst, baugeschichtliche und ortsgeschichtliche Bedeutung. Jeweils gleicher Bautyp, originalgetreue Sanierung, Walmdach mit Gaupen und Dachausbau in Art eines flachen Zwerchhauses. | 09302275 |
| Weitere Bilder                          | Drei ehemalige Wandelhallen 1–3 (Einzeldenkmale zu ID-Nr. 09284584)                                                                                        | Hufelandstraße 15 (bei den Gebäuden A2, A5 und B5) (Karte) | 1907–1912                                              | Einzeldenkmale der Sachgesamtheit Ehemalige Königlich Sächsische Pflegeanstalt Arnsdorf; jeweils eingeschossiger Bau mit großer Rundbogenöffnung und Walm- und Mansarddach, Zeugnisse der Reformstil-Baukunst, baugeschichtliche und ortsgeschichtliche Bedeutung. Jeweils gleicher Bautyp, originalgetreue Sanierung, seitliche Bauteile mit Walmdach, mittlerer Bauteil etwas höher mit Mansarddach und kleinem Dachaufsatz. | 09302276 |
| Weitere Bilder                          | Wasserhebe (Einzeldenkmal zu ID-Nr. 09284584) | Hufelandstraße 15 (bei südlichen Gebäuden B8 und B9) (Karte) | 1907–1912                                              | Einzeldenkmal der Sachgesamtheit Ehemalige Königlich Sächsische Pflegeanstalt Arnsdorf; eingeschossiges, freistehendes Gebäude auf verwinkeltem Grundriss, geschichtliche Bedeutung. Walmdach mit heute zugesetzter Fledermausgaupe, vergitterte liegende rechteckige Fensteröffnungen, von technikgeschichtlichem Interesse. | 09302277 |
| Direkt Bild zu diesem Denkmal hochladen | Kläranlage sowie Einfriedungsmauer mit geschweiftem Tor (Einzeldenkmale zu ID-Nr. 09284584)                                                                | Hufelandstraße 15 (Karte) | 1907–1912                                              | Einzeldenkmale der Sachgesamtheit Ehemalige Königlich Sächsische Pflegeanstalt Arnsdorf; Kläranlage bestehend aus zwei Klärbecken und mehreren kleinen Gebäuden, geschichtliche Bedeutung. Möglicherweise abgerissen. Von technikgeschichtlichem Interesse, kleine Häuschen auf quadratischem Grundriss, Zeltdächer und Flachdach, Putznutungen, Einfriedung geputzte Mauer mit Pfeilern in regelmäßigen Abständen und geschweiftes Holztor mit zwei Flügeln. | 09302288 |
| Weitere Bilder                          | Kondenswasserpumpenhaus – C12 (Einzeldenkmal zu ID-Nr. 09284584)                                                                                           | Hufelandstraße 15 (westlich vom Gebäude B10) (Karte) | 1907–1912                                              | Einzeldenkmal der Sachgesamtheit Ehemalige Königlich Sächsische Pflegeanstalt Arnsdorf; eingeschossiger Bau mit Walmdach, geschichtliche Bedeutung. Saniertes Gebäude mit kleinen Rechteckfenstern mit Sprossungen und originaler Tür. | 09302289 |
| Weitere Bilder                          | Villa – ehemaliges Pflegerinnenheim (Einzeldenkmal zu ID-Nr. 09284584)                                                                                     | Hufelandstraße 15 (Karte) | 1907–1912                                              | Einzeldenkmal der Sachgesamtheit Ehemalige Königlich Sächsische Pflegeanstalt Arnsdorf; freistehender Baukörper mit weitgehend authentischer Kubatur und Proportionen sowie gestalterischen Details, bau- und ortsgeschichtliche Bedeutung. Repräsentativer Bau mit symmetrischer Fassadengliederung, Mansarddach mit Dachausbauten, verschiedene Fensterformate und -ausführungen, irrtümlich bis 2009 unter Hausnummer 22 erfasst. | 09302292 |
| Weitere Bilder                          | Wandbrunnen in Einfriedungsmauer mit Wasserbecken, Bronze-Figur in Nische und seitlich je einer flankierenden Steinbank (Einzeldenkmal zu ID-Nr. 09284584) | Hufelandstraße 15 (bei) (Karte) | 1907–1912                                              | Einzeldenkmal der Sachgesamtheit Ehemalige Königlich Sächsische Pflegeanstalt Arnsdorf; baugeschichtliche und künstlerische Bedeutung. Anlage dreiteilig mit überhöhtem mittlerem Teil, darin Wandnische mit rundbogigem Abschluss, darin Bronzefigur eines Knaben als Brunnenfigur, davor halbrundes Wasserbecken. Seitlich je eine niedrigere Wandfläche mit Putzspiegel, davor ausschwingend je eine Steinbank, rechts und links der Brunnenanlage ist Wandfläche der Einfriedung noch mit kleinen Putzspiegeln und quadratischen Putzfeldern verziert, ehe sie in glattgeputzte Fläche übergeht. | 09302293 |
| Weitere Bilder                          | Ehemaliges Wohnhaus für Oberbeamte (Einzeldenkmal zu ID-Nr. 09284584)                                                                                      | Hufelandstraße 17 (Karte) | 1907–1912                                              | Einzeldenkmal der Sachgesamtheit Ehemalige Königlich Sächsische Pflegeanstalt Arnsdorf; freistehend, mit weitgehend authentischer Kubatur und Proportionen, geschichtliche Bedeutung. Loggien, Dachausbauten, originale Fenstergliederungen. | 09302290 |
| Weitere Bilder                          | Ehemaliges Wohnhaus für Oberbeamte (Einzeldenkmal zu ID-Nr. 09284584)                                                                                      | Hufelandstraße 19 (Karte) | 1907–1912                                              | Einzeldenkmal der Sachgesamtheit Ehemalige Königlich Sächsische Pflegeanstalt Arnsdorf; freistehender Baukörper mit weitgehend authentischer Kubatur und Proportionen, geschichtliche Bedeutung, teilweise veränderte neue Dachausbauten | 09302291 |
| Weitere Bilder                          | Ehemaliges Wohnstallhaus | Karl-Liebknecht-Straße 4 (Karte) | 2. Hälfte 19. Jahrhundert                              | Obergeschoss zum Teil Fachwerk, Giebel verschiefert, baugeschichtlich von Bedeutung, massiver Teil verdorben | 09284578 |
| Weitere Bilder                          | Ehemalige Direktorenvilla (Einzeldenkmal zu ID-Nr. 09284584)                                                                                               | Karswaldstraße 1 (Karte) | Um 1910                                                | Einzeldenkmal der Sachgesamtheit Ehemalige Königlich Sächsische Pflegeanstalt Arnsdorf; mit repräsentativem Eingangsbereich, bau- und ortsgeschichtliche Bedeutung. Vorgezogener Eingangsbereich mit aufwändigem Portal, Krüppelwalmdach auf Hauptgebäude, rückwärtiger Anbau. | 09284579 |
| Weitere Bilder                          | Wohnstallhaus, ohne nördlichen Anbau | Käthe-Kollwitz-Straße 2 (Karte) | 1. Hälfte 19. Jahrhundert                              | Obergeschoss Fachwerk, Giebel verbrettert, baugeschichtlich von Bedeutung | 09284599 |
| Direkt Bild zu diesem Denkmal hochladen | Brücke über die Eisenbahngleise | Kleinröhrsdorfer Straße (Karte) | 2. Hälfte 19. Jahrhundert                              | Natursteinbrücke mit Flachbogen, bau- und eisenbahngeschichtliche Bedeutung | 09306359 |
| Weitere Bilder                          | Wohnhaus | Kleinröhrsdorfer Straße 1 (Karte) | Anfang 19. Jahrhundert                                 | Obergeschoss Fachwerk zum Teil verbrettert, Giebel verschiefert, baugeschichtlich von Bedeutung | 09284600 |
| Weitere Bilder                          | Wohnstallhaus | Kleinröhrsdorfer Straße 9 (Karte) | 1. Hälfte 19. Jahrhundert                              | Obergeschoss Fachwerk, rückseitig verputzt, baugeschichtlich von Bedeutung | 09284624 |
| Weitere Bilder                          | Wohnhaus | Kleinwolmsdorfer Straße 3 (Karte) | Um 1905                                                | Putzbau im späthistoristischen Stil mit Fachwerkgiebel, baugeschichtlich von Bedeutung, mit Loggien im Seitenrisalit, Sandsteingewände, Sandsteineckquader, Dachausbau, Giebel verbrettert | 09284558 |
| Weitere Bilder                          | Wohnhaus | Kleinwolmsdorfer Straße 23 (Karte) | Um 1890                                                | Putzbau im späthistoristischen Stil mit Fachwerkgiebel, baugeschichtlich von Bedeutung, Sandsteingewände, Dachausbau, verbrettert, Dachüberstand | 09284553 |
| Weitere Bilder                          | Wohnhaus | Kleinwolmsdorfer Straße 24 (Karte) | Um 1910                                                | Putzbau mit Reformstilelementen der Zeit um 1910, baugeschichtlich von Bedeutung, Eingangsvorbau mit Fachwerk, Konsolfries (Zahnschnitt), Dachausbauten | 09284555 |
| Weitere Bilder                          | Wohnstallhaus | Niederstraße 9 (Karte) | Anfang 19. Jahrhundert                                 | Obergeschoss Fachwerk, baugeschichtlich von Bedeutung | 09284622 |
| Weitere Bilder                          | Wohnstallhaus | Niederstraße 17 (Karte) | Anfang 19. Jahrhundert                                 | Obergeschoss Fachwerk verbrettert, baugeschichtlich von Bedeutung | 09284620 |
| Weitere Bilder                          | Zwei Wohnstallhäuser eines Dreiseithofes | Nordstraße 3 (Karte) | 1. Hälfte 19. Jahrhundert                              | Sämtliche Gebäude Obergeschoss Fachwerk, baugeschichtlich und wirtschaftsgeschichtlich von Bedeutung, Wohnstallhäuser bzgl. Kubatur und Proportionen sowie Fachwerkkonstruktion weitgehend unverändert erhalten, Scheune hinsichtlich Kubatur, prägendem äußeren Erscheinungsbild mit seitlicher Durchfahrt, bauzeitlich erhaltener Fachwerkkonstruktion sowie Dachstuhl zu großen Teilen unverändert erhalten, wichtiger Bestandteil der Hofanlage des Dreiseitenhofes | 09284630 |
| Weitere Bilder                          | Wohnhaus | Nordstraße 4 (Karte) | Anfang 19. Jahrhundert                                 | Obergeschoss Fachwerk, baugeschichtlich von Bedeutung | 09284626 |
| Weitere Bilder                          | Wohnstallhaus und Seitengebäude eines Bauernhofes | Nordstraße 5 (Karte) | 1702 Dendro (Dachwerk)                                 | Beide Gebäude Obergeschoss Fachwerk, baugeschichtlich und wirtschaftsgeschichtlich von Bedeutung | 09284629 |
| Weitere Bilder                          | Wohnhaus | Oberstraße 3 (Karte) | Anfang 19. Jahrhundert                                 | Obergeschoss Fachwerk verbrettert, baugeschichtlich von Bedeutung | 09284607 |
| Weitere Bilder                          | Wohnstallhaus | Oberstraße 18 (Karte) | Anfang 19. Jahrhundert                                 | Obergeschoss Fachwerk verschiefert, baugeschichtlich von Bedeutung | 09284605 |
| Weitere Bilder                          | Wohnstallhaus | Oberstraße 20 (Karte) | 18. Jahrhundert                                        | Obergeschoss Fachwerk verkleidet, baugeschichtlich von Bedeutung | 09284604 |
| Weitere Bilder                          | „Zur Post“; Wohnhaus und Kegelbahn | Poststraße 2 (Karte) | 1890er Jahre                                           | Ehemaliges Restaurant, Putzbau im späthistoristischen Stil, baugeschichtlich von Bedeutung, abgeschrägte Ecke mit Turm, Obergeschoss des Turmes Fachwerk, Sandsteingewände, Dachüberstand | 09284563 |
| Weitere Bilder                          | Postgebäude (ohne Anbau) | Poststraße 3 (Karte) | 1920er Jahre                                           | Putzbau mit Walmdach, baugeschichtlich von Bedeutung, Fenstergitter und originale Tür | 09284573 |
| Weitere Bilder                          | Wohnhaus | Poststraße 12 (Karte) | Um 1905                                                | Putzbau im späthistoristischen Stil, mit Fachwerk im Giebel, baugeschichtlich von Bedeutung, Betongewände, dekoriert, mit Erker, Dachausbauten verschiefert | 09284575 |
| Weitere Bilder                          | Dorfkirche Arnsdorf mit Kirchhof, Glockenturm, Denkmal für die Gefallenen des Ersten Weltkrieges, vier Grabmale und Einfriedungsmauer mit Tor              | Stolpener Straße (Hauptstraße 23) (Karte) | Um 1500 (Chor); nach 1928 (Kriegerdenkmal)             | Kirche verputzter Bruchsteinbau mit Satteldach und Dachreiter, an der Nordseite eingezogener Chor mit 5/8-Schluss, baugeschichtlich und ortsgeschichtlich von Bedeutung. Umlaufende Einfriedung aus verputztem Bruchsteinmauerwerk mit schmiedeeisernem Eingangstor (bezeichnet mit 1877) zwischen zwei Pfeilern, Glockenturm errichtet 1918. Denkmal für die Gefallenen des Ersten Weltkrieges an der südlichen Kirchenmauer. | 09284613 |
| Weitere Bilder                          | Königlich-Sächsische Meilensteine (Sachgesamtheit); Meilenstein                                                                                            | bei Stolpener Straße 47, 49 (neben der Schule) (Karte) | 19. Jahrhundert                                        | Verkehrsgeschichtlich von Bedeutung, Stationsstein | 09284592 |
| Weitere Bilder                          | Ehemaliges Doppelwohnhaus für Unterbeamte (Einzeldenkmal zu ID-Nr. 09284584)                                                                               | Stolpener Straße 18 (Karte) | Um 1910                                                | Einzeldenkmal der Sachgesamtheit Ehemalige Königlich Sächsische Pflegeanstalt Arnsdorf; freistehender Baukörper im Heimatstil mit weitgehend authentischer Kubatur und Proportion, geschichtliche Bedeutung. Mit nur einer Nummer, zum Teil originale Fenster und Fensterläden, in der Mitte heruntergezogenes Dach. | 09284588 |
| Weitere Bilder                          | Drei ehemalige Waschhäuser 1–3 (Einzeldenkmale zu ID-Nr. 09284584)                                                                                         | Stolpener Straße 18 (Hufelandstraße 15) (Karte) | 1907–1912                                              | Einzeldenkmal der Sachgesamtheit Ehemalige Königlich Sächsische Pflegeanstalt Arnsdorf; jeweils eingeschossiger Bau mit Pfeilerstellung und Walmdach im Stil der Reformbaukunst, baugeschichtliche und ortsgeschichtliche Bedeutung. Jeweils gleicher Bautyp, originalgetreue Sanierung, Walmdach mit jeweils Gaupen und Dachausbau in Art flachen Zwerchhauses. | 09302275 |
| Weitere Bilder                          | Ehemaliges Doppelwohnhaus für Unterbeamte (Einzeldenkmal zu ID-Nr. 09284584)                                                                               | Stolpener Straße 20 (Karte) | Um 1910                                                | Einzeldenkmal der Sachgesamtheit Ehemalige Königlich Sächsische Pflegeanstalt Arnsdorf; freistehender Baukörper im Heimatstil mit weitgehend authentischer Kubatur und Proportion, geschichtliche Bedeutung. Mit nur einer Nummer, zum Teil originale Fenster und Fensterläden, in der Mitte heruntergezogenes Dach. | 09284589 |
| Weitere Bilder                          | Ehemaliges Doppelwohnhaus für Unterbeamte (Einzeldenkmal zu ID-Nr. 09284584)                                                                               | Stolpener Straße 22 (Karte) | Um 1910                                                | Einzeldenkmal der Sachgesamtheit Ehemalige Königlich Sächsische Pflegeanstalt Arnsdorf; freistehender Baukörper im Heimatstil mit weitgehend authentischer Kubatur und Proportion, geschichtliche Bedeutung. Mit nur einer Nummer, zum Teil originale Fenster und Fensterläden, in der Mitte heruntergezogenes Dach, kombiniertes Mansard-Walm-Dach mit Fledermausgaupen, Fensterläden fehlen. | 09284590 |
| Weitere Bilder                          | Schulgebäude der Grundschule | Stolpener Straße 47, 49 (Karte) | 1904                                                   | Putzbau im späthistoristischen Stil mit Mittelrisalit, baugeschichtlich und ortsgeschichtlich von Bedeutung | 09284591 |
| Weitere Bilder                          | Doppelmietshaus (Einzeldenkmal zu ID-Nr. 09284584) | Stolpener Straße 57, 59 (Karte) | 1907–1912                                              | Im Heimatstil, weitgehende authentische Kubatur und Proportion, geschichtliche Bedeutung, originale Treppenhausfenster mit filigranen Sprossungen, Zwerchhäuser im Walmdach, laut GIS auch Hausnummer 21/23 (wurde ursprünglich am 26. November 1992 unter Objekt 09284587 Stolpener Straße 21, 23 erfasst, vorgezogene Eingänge mit Dreiecksgiebel und Rundfenster, reichgesprosstes Treppenhausfenster, viele kleine Dachausbauten) | 09302294 |
| Weitere Bilder                          | Wohnstallhaus und gegenüber liegende Scheune eines Dreiseithofes                                                                                           | Tannebergstraße 11 (Karte) | Bezeichnet mit 1851                                    | Wohnstallhaus Obergeschoss Fachwerk verschiefert, im Schlussstein bezeichnet, Scheune holzverbrettert, baugeschichtlich und wirtschaftsgeschichtlich von Bedeutung | 09284628 |
| Weitere Bilder                          | Ehemaliges Wohnstallhaus mit Scheunenanbau | Teichstraße 1 (Karte) | 1658 Dendro                                            | Wohnstallhaus Obergeschoss Fachwerk, Scheunen verbrettert, Giebel verschiefert, baugeschichtlich und wirtschaftsgeschichtlich von Bedeutung | 09284572 |
| Weitere Bilder                          | Wohnhaus | Teichstraße 4 (Karte) | 1794 (Dendro)                                          | Obergeschoss Fachwerk verschiefert, baugeschichtlich von Bedeutung, Giebel hübsch verschiefert | 09284571 |

## Fischbach
| Bild                                    | Bezeichnung | Lage                                                   | Datierung                                                                   | Beschreibung | ID       |
| --------------------------------------- | --- | ------------------------------------------------------ | --------------------------------------------------------------------------- | --- | -------- |
| Weitere Bilder                          | Grenzstein | Bautzner Landstraße (Ecke Wilschdorfer Straße) (Karte) | Bezeichnet mit 1837                                                         | Inschrift: Dorf Fischbach 1837, ortsgeschichtlich von Bedeutung | 09303910 |
| Weitere Bilder                          | Gasthaus „Schwarzes Roß“ (nur Hauptgebäude) | Bautzner Landstraße 1 (Karte)                          | Um 1890                                                                     | Putzbau mit Eckturm, baugeschichtlich und ortsgeschichtlich von Bedeutung, abgeschrägte Ecke, Turm, Zierfachwerk im Dachausbau | 09284365 |
| Weitere Bilder                          | Forsthaus Rossendorf und Fischbach; Östliches Wohnhaus, nördliches Wohnhaus mit Anbau und westliches Remisengebäude eines Forsthofes, dazu Hofeinfahrt | Bautzner Landstraße 2 (Karte)                          | Nach 1900 (nördliches Wohnhaus); um 1870 (östliches Wohnhaus)               | Nördliches jüngeres Wohnhaus Putzbau mit Walmdach, Hofeinfahrt mit zwei Pfeilern und schmiedeeisernem Tor, baugeschichtlich und ortsgeschichtlich von Bedeutung, Wohnhaus (um 1870) mit Dachüberstand und Fensterbedachungen im ersten Obergeschoss | 09284399 |
| Weitere Bilder                          | Kirche mit Ausstattung, Kirchhof, ein Grabmal, Denkmal für die Opfer des Faschismus, Denkmal für die Gefallenen des Ersten Weltkrieges, hölzerne Handschwengelpumpe sowie Einfriedungsmauer mit Eingangstor und vorgelagerter Luthereiche (Gartendenkmal) | Kirchstraße 1 (Karte)                                  | 16. Jahrhundert (Kirche); nach 1918 (Kriegerdenkmal); 1883 (Luthereiche)    | Kirche schlichter Putzbau mit Satteldach und Dachreiter, baugeschichtlich und ortsgeschichtlich von Bedeutung, Kirche mit Schieferturm und -dach, mit Holzemporen, Einfriedung zum Teil in Bruchsteinmauerwerk, zum Teil als Quadermauerwerk, ein schmiedeeisernes Tor zwischen zwei Pfeilern, Grabmal Gottlöber, Säulenstumpf mit Medaillons und Schmuckgirlanden über einem Postament, klassizistisch, bezeichnet mit 1770 und 1812 | 09284374 |
| Weitere Bilder                          | Pfarrhaus mit Anbau im Winkel | Kirchstraße 3 (Karte)                                  | Bezeichnet mit 1800                                                         | Obergeschoss Fachwerk verbrettert, Geburtshaus von Johann Joachim Kändler (1706), baugeschichtlich und ortsgeschichtlich von Bedeutung, Geburtshaus wohl Vorgängerbau oder Haus nur umgebaut | 09284376 |
| Weitere Bilder                          | Wohnstallhaus (Umgebinde) mit integriertem Wirtschaftsteil | Kirchstraße 10 (Karte)                                 | 1. Hälfte 19. Jahrhundert                                                   | Obergeschoss Fachwerk verbrettert, baugeschichtlich und sozialgeschichtlich von Bedeutung | 09284378 |
| Weitere Bilder                          | Wohnstallhaus | Kirchstraße 38 (Karte)                                 | Anfang 19. Jahrhundert                                                      | Obergeschoss Fachwerk, baugeschichtlich von Bedeutung | 09284387 |
| Weitere Bilder                          | Wohnstallhaus, zwei Scheunen und Hofpflasterung eines Dreiseithofes, mit Einfriedung und Vorgarten | Kirchstraße 45 (Karte)                                 | 1906 (Wohnstallhaus); 2. Hälfte 19. Jahrhundert (Scheune); 1898 (Vorgarten) | Wohnhaus Putzbau mit Drillingsfenster im Giebel, zwei Scheunen – eine massiv, Obergeschoss verbrettert, die andere verbrettert, baugeschichtlich und wirtschaftsgeschichtlich von Bedeutung. Wohnstallhaus: Betongewände, Vorgarten mit Resten eines Bauerngartens. | 09284382 |
| Weitere Bilder                          | Wohnstallhaus und Wohnhaus (vermutlich Auszugshaus) eines Bauernhofes | Kirchstraße 55, 57 (Karte)                             | Anfang 19. Jahrhundert (Wohnstallhaus); Mitte 19. Jahrhundert (Wohnhaus)    | Wohnstallhaus Obergeschoss Fachwerk verbrettert, Giebel Sichtfachwerk, Wohnhaus Putzbau, baugeschichtlich und sozialgeschichtlich von Bedeutung | 09284385 |
| Weitere Bilder                          | Scheune | Kirchstraße 59 (Karte)                                 | Um 1850                                                                     | Verbretterte Holzkonstruktion, mit Fenstern im Obergeschoss und Taubenausflugsluken, baugeschichtlich und wirtschaftsgeschichtlich von Bedeutung | 09284386 |
| Weitere Bilder                          | Scheune | Kirchstraße 109 (Karte)                                | 19. Jahrhundert                                                             | Verbretterte Holzkonstruktion, mit Fenstern, baugeschichtlich und wirtschaftsgeschichtlich von Bedeutung | 09284393 |
| Weitere Bilder                          | Ehemaliges Wohnstallhaus | Mittelstraße 8a (Karte)                                | Anfang 19. Jahrhundert                                                      | Obergeschoss Fachwerk, baugeschichtlich von Bedeutung | 09284395 |
| Weitere Bilder                          | Wohnhaus | Mittelstraße 18 (Karte)                                | Mitte 19. Jahrhundert                                                       | Obergeschoss Fachwerk, baugeschichtlich von Bedeutung | 09284383 |
| Weitere Bilder                          | Wohnhaus mit rechtem Anbau | Röderstraße 5 (Karte)                                  | 1. Hälfte 19. Jahrhundert                                                   | Obergeschoss Fachwerk verbrettert, baugeschichtlich von Bedeutung | 09284369 |
| Direkt Bild zu diesem Denkmal hochladen | Portal | Röderstraße 7 (Karte)                                  | Bezeichnet mit 1822                                                         | Bezeichnet im Türsturz mit 1822, handwerklich-künstlerisch von Bedeutung | 09284370 |
| Direkt Bild zu diesem Denkmal hochladen | Gewölbe im Erdgeschoss eines Wohnstallhauses | Stolpener Straße 68 (Karte)                            | Anfang 19. Jahrhundert                                                      | Baugeschichtlich und sozialgeschichtlich von Bedeutung, ursprünglich standen zwei Wohnstallhäuser, die Handschwengelpumpe und ein linker Hofeinfahrtspfeiler unter Schutz (beide Wohnstallhäuser Fachwerk im Obergeschoss, eines verputzt), Gebäude teilweise abgebrochen und Neubauten errichtet oder komplett umgebaut, Streichung 2011, laut Unterer Denkmalschutzbehörde Kamenz wurde nur das Gewölbe im westlichen Wohnstallhaus (Nummer 68) denkmalpflegerisch beauflagt | 09284372 |
| Weitere Bilder                          | Waldarbeiterhaus | Waldsiedlung 1, 2, 3, 4 (Karte)                        | Nach 1910                                                                   | Waldarbeiterhaus, im Heimatstil, baugeschichtlich und sozialgeschichtlich von Bedeutung, Obergeschoss und Giebel verbrettert, Sandsteinquadersockel, Blumenkastengitter, Fensterläden | 09284401 |
| Weitere Bilder                          | Wohnhaus | Waldsiedlung 5 (Karte)                                 | Nach 1910                                                                   | Im Heimatstil, baugeschichtlich von Bedeutung, Obergeschoss verbrettert, Blumenkästen, Fensterläden, Dachgaupen | 09284400 |
| Weitere Bilder                          | Scheune | Wilschdorfer Straße 16 (Karte)                         | 19. Jahrhundert                                                             | Verbretterte Holzkonstruktion, mit einigen Fenstern, baugeschichtlich und wirtschaftsgeschichtlich von Bedeutung | 09284397 |
| Weitere Bilder                          | Ehemaliger Gasthof „Schwarzes Roß“ (Umgebinde), Seitengebäude und Brunnenhaus | Wilschdorfer Straße 23 (Karte)                         | Bezeichnet mit 1723 und 1773                                                | Gasthof Obergeschoss Fachwerk verputzt, originales Portal, im Schlussstein bezeichnet mit 1723, an der Rückseite bezeichnet mit 1773, achteckiges Brunnenhäuschen in der Platzmitte, Stallgebäude mit gut erhaltenem gebusten Gewölbe, Pfeilern und Stallboxen, baugeschichtlich und ortsgeschichtlich von Bedeutung. - Gasthof: stattlicher Baukörper, zweigeschossig (Erdgeschoss Bruchstein, Obergeschoss Fachwerk, verputzt) mit Krüppelwalmdach (Biberschwänze) weitgehend authentisch erhalten (originale Fenster), aber schlechter Bauzustand. Im Schlussstein schwarzes Pferd, zum Hof ein Fenster vergrößert - Stallgebäude: zweigeschossiger, massiver Baukörper im rechten Winkel zum Gasthof, weitgehend original erhaltene Gewölbe (gebust) mit geputzten Gurtbögen sowie innere Grundrisseinteilung in Boxen, im straßenseitigen Giebelfeld zwei Rundbogenfenster, weit ausladende Traufe, hofseitig willkürliche Fensteranordnung, zum Teil hier Veränderungen aus 20. Jahrhundert | 09284366 |

## Kleinwolmsdorf
| Bild                                    | Bezeichnung | Lage                                                         | Datierung | Beschreibung | ID       |
| --------------------------------------- | --- | ------------------------------------------------------------ | --- | --- | -------- |
| Direkt Bild zu diesem Denkmal hochladen | Zwei Eisenbahnbrücken über die Schwarze Röder (Steinbogenbrücken) | (Flurstücke 365 und 364/3) (Karte)                           | 1845, Notaufbau des im Mai 1945 gesprengten 3. Bogens (östlich) behelfsmäßig 1945, Wiederaufbau Bogen 3 bis 1960 | Zwei nacheinander folgende Bogenbrücken (Dreibogen-Steinbrücke am km 83,089 und Einbogen-Steinbrücke am km 83,223) der Bahnstrecke Görlitz–Dresden, eisenbahngeschichtlich von Bedeutung und von landschaftsprägender Wirkung | 09305876 |
| Weitere Bilder                          | Herrenhaus und Gutspark des ehemaligen Rittergutes mit Einfriedungsmauer, Stützpfeilern und Treppenaufgang von der Hauptstraße, zwei Torpfeilern an der Einfahrt mit Pokal-Aufsätzen und einer weiteren Einfahrt (linker Torpfeiler und Mauerreste) | Alte Arnsdorfer Straße 1, 3 (Karte)                          | 1720 | Baugeschichtlich, ortsgeschichtlich und landschaftsgestaltend von Bedeutung. Haupthaus ist ein symmetrischer Bau mit mächtigem vorgezogenem Mittelteil und Satteldach, Seitengebäude mit Mansarddächern, Torpfeiler der Einfahrt am Park aus Sandstein, Treppenaufgang von der Hauptstraße für Bedienstete, Torpfeiler der zweiten Einfahrt ebenfalls Sandstein, Mauerreste Bruchstein, Nebengebäude mit weitausladendem Dachüberstand (Abbruch). Ehemaliges Herrenhaus, um 1720, mit Resten der Parkanlage mit Umfassungsmauern, am Haupteingang Toranlage mit Amphoren tragenden Sandsteinpfosten. | 09283418 |
| Weitere Bilder                          | Ländliches Wohnhaus | Geschwister-Scholl-Straße 1 (Karte)                          | Um 1850 | Ländlicher Putzbau, baugeschichtlich von Bedeutung, verputzter Bruchsteinbau mit Putzgliederung (Putzritzungen), originale Fenster, Sandsteingewände. Früher falsch erfasst unter Hauptstraße 60b, bis 31. Dezember 2007 war die richtige Anschrift Geschwister-Scholl-Straße 60b. | 09283409 |
| Weitere Bilder                          | Schulgebäude | Geschwister-Scholl-Straße 11 (Karte)                         | Ende 19. Jahrhundert                                                                                             | Ortsgeschichtlich von Bedeutung, originale Eingangstür, Korbbogenfenster im Erdgeschoss, Fensterbedachungen im Obergeschoss, Sandsteingewände, heute Bücherei und Post | 09283404 |
| Weitere Bilder                          | Denkmal für die Gefallenen des Ersten Weltkrieges, umgeben von steinern eingefasster Grünfläche | Großerkmannsdorfer Straße (vor Kirchgemeindehaus) (Karte)    | Nach 1918 | Künstlerisch und ortsgeschichtlich von Bedeutung, dreifach abgetreppter Sockel und Figur eines Jünglings | 09283382 |
| Weitere Bilder                          | Kirche Kleinwolmsdorf mit Kirchhof, sechs Grabmale und Einfriedungsmauer | Großerkmannsdorfer Straße (Karte)                            | Ursprünglich 16. Jahrhundert (Kirche); 18. Jahrhundert bis 1920 (Grabmal)                                        | Spätgotische Saalkirche, verputzter Bruchsteinbau mit eingezogenem Chor, baugeschichtlich und ortsgeschichtlich von Bedeutung. - Kirche: Sandsteineckquader, außen steinerner Treppenaufgang, neogotische Spitzbogenfenster und -portale, verschieferter Uhr- und Glockenturm, im Inneren Holzgestühl und hölzerne Emporen, Friedhofsmauer verputzter Bruchstein - Vier barocke Grabmale an der Kirchenwand (Inschriften nicht mehr leserlich), zwei Grabmale auf dem Kirchhof: Grabmal Fam. Dietrich, um 1910, klassizistisches Grabmal Johann Friedrich...(?) Evangelische Pfarrkirche. Kleine spätgotische Saalkirche, umgebaut 1689–91, 1827 und im 19. Jahrhundert, zuletzt 1951–54 restauriert. Verputzter Bruchsteinbau mit eingezogenem Chor und 5/8-Schluss. Das Dach des Saales zieht sich seit einem Umbau von 1827 über den ehemaligen Westturm, auf dem First achteckiger Dachreiter (bezeichnet mit 1827). Im Nordosten Sakristei, darüber Patronatsloge von 1691. Flachgedeckter Saal mit einfacher Holzdecke, abgesetzt zu dem Chor mit Netzgewölbe durch gedrückten Triumphbogen. Schlichte, teilweise zweigeschossige Empore an drei Seiten, wie das Kirchengestühl Ende 18. Jahrhundert, an der Nordseite sind noch Reste einer älteren farblich gefassten Empore des 17. Jahrhunderts integriert. Chor mit spitzbogigem Durchgang zur tonnengewölbten Sakristei. Zweite Sakristei an der Südseite des Chores von 1874. Bäuerliches Altarretabel mit dem ovalen Gemälde Christus in Gethsemane, darüber das Auge Gottes, wohl Ende des 17. Jahrhunderts, schlichte Sandsteintaufe von 1885. Spätromantische Eule-Orgel, 1898. | 09283397 |
| Weitere Bilder                          | Wohnhaus und Schuppen | Großerkmannsdorfer Straße 6 (Karte)                          | 1. Hälfte 19. Jahrhundert                                                                                        | Obergeschoss Fachwerk verbrettert, hölzerner Eingangsvorbau, baugeschichtlich von Bedeutung | 09283417 |
| Weitere Bilder                          | Rittergutsstein | Großerkmannsdorfer Straße 6 (gegenüber) (Karte)              | 19. Jahrhundert                                                                                                  | Ortsgeschichtlich von Bedeutung | 09283420 |
| Direkt Bild zu diesem Denkmal hochladen | Straßenbücke über die Schwarze Röder | Großerkmannsdorfer Straße 6 (bei) (Karte)                    | Bezeichnet mit 1897 (Hochwassermarke); bezeichnet mit 1911 (Straßenbrücke); 2. Hälfte 20. Jahrhundert (Geländer) | Mit Hochwassermarke, ortsgeschichtlich von Bedeutung | 09307499 |
| Weitere Bilder                          | Ländliches Wohnhaus | Großerkmannsdorfer Straße 31 (Karte)                         | Mitte 19. Jahrhundert                                                                                            | Schlichter Putzbau, baugeschichtlich von Bedeutung, mit zwei Eingängen, Sandsteingewänden und zum Teil originalen Fenstern | 09283422 |
| Weitere Bilder                          | Ländliches Wohnhaus | Großerkmannsdorfer Straße 33 (Karte)                         | Um 1860 | Putzbau mit hölzernem Eingangsvorbau, baugeschichtlich von Bedeutung, mit profilierten Sandsteingewänden und Fensterverdachungen, im Obergeschoss Plastikfenster | 09283423 |
| Weitere Bilder                          | Wohnstallhaus, Seitengebäude und Scheune eines ehemaligen Dreiseithofes | Großerkmannsdorfer Straße 36, 38 (Karte)                     | 2. Hälfte 19. Jahrhundert                                                                                        | Baugeschichtlich und sozialgeschichtlich von Bedeutung, Wohnhaus und Scheune durch Umbau sehr verändert, Seitengebäude (Hauptstraße 23a Flurstück 34/2, seit 2008 Großerkmannsdorfer Straße 36): zweigeschossiger Putzbau mit Steingewänden, Zwillingsfenster im Giebel, Satteldach | 09283413 |
| Weitere Bilder                          | Seitengebäude eines ehemaligen Bauernhofes | Großerkmannsdorfer Straße 45 (Karte)                         | Um 1850 | Obergeschoss Fachwerk, baugeschichtlich und wirtschaftsgeschichtlich von Bedeutung, Auszüglerhaus, Erdgeschoss Bruchstein, Sandsteingewände | 09283406 |
| Weitere Bilder                          | Gasthof mit rückwärtigem Saalanbau und Steinkreuz | Großerkmannsdorfer Straße 51 (Karte)                         | 3. Viertel 19. Jahrhundert (Gasthof); Spätmittelalter (Mord- und Sühnekreuz)                                     | Breitgelagerter Putzbau mit Walmdach, baugeschichtlich und ortsgeschichtlich von Bedeutung, glasierte Dachziegel und sehr schöne Firstziegel, Saalanbau Ruine, Handschwengelpumpe 2007 aus der Denkmalliste gestrichen | 09283398 |
| Weitere Bilder                          | Herrenhaus mit Einfriedung und Mauer zum Kirchgemeindehaus sowie zwei Wassertrögen im Hof | Großerkmannsdorfer Straße 59 (Karte)                         | Ende 19. Jahrhundert                                                                                             | Baugeschichtlich und ortsgeschichtlich von Bedeutung, sehr großer Baukörper, verputzter Sandsteinsockel, Sandsteingewände, große Fensteröffnungen | 09283399 |
| Weitere Bilder                          | Kirchgemeindehaus und Hofgebäude | Großerkmannsdorfer Straße 65 (Karte)                         | Bezeichnet mit 1910 (Gemeindehaus); 19. Jahrhundert (Hofgebäude)                                                 | Baugeschichtlich und ortsgeschichtlich von Bedeutung, Hofgebäude Bruchstein, mit Sandsteingewänden | 09283400 |
| Direkt Bild zu diesem Denkmal hochladen | Schlauchturm | Großerkmannsdorfer Straße 66 (Karte)                         | 2. Hälfte 19. Jahrhundert                                                                                        | Technikgeschichtlich von Bedeutung, an Scheune angebauter holzverschalter Turm zum Trocknen der Schläuche | 09283407 |
| Direkt Bild zu diesem Denkmal hochladen | Scheune eines Zweiseithofes | Großerkmannsdorfer Straße 79 (Karte)                         | 2. Hälfte 19. Jahrhundert                                                                                        | Verbretterte Holzkonstruktion, baugeschichtlich von Bedeutung, Scheune verbrettert | 09283384 |
| Weitere Bilder                          | Scheune eines Bauernhofes, mit großer Durchfahrt und weitgehend authentisch erhaltener Bausubstanz | Großerkmannsdorfer Straße 81, 83 (Karte)                     | 2. Hälfte 19. Jahrhundert                                                                                        | Baugeschichtliche Bedeutung. Wohnstallhaus 1961 abgebrannt und auf Resten des Erdgeschoss-Mauerwerks wieder aufgebaut, dabei erhebliche Änderungen der Proportionen durch großformatige liegende Fenster und Einbringung verschiedener Fensterformate, nachträglich eingebautes Lastenaufzugshäuschen im Dachgeschoss, original nur noch zwei Sandstein-Türstöcke zum Wohn- und Stallteil sowie Sandsteinfenstergewände eines Stallfensters und sämtlicher Kellerfenster, innen ebenfalls keine schützenswerten Ausstattungselemente mehr, Streichung nach Objektbesichtigung am 3. April 2012. Seitengebäude stark verändert durch Umbaumaßnahmen in 2. Hälfte 20. Jahrhundert, Garagentor große Fensterformate, die in ehemalige Fachwerkkonstruktion zerstörend eingebaut worden sind, aufgebrettertes Fachwerk, ebenfalls Streichung des Gebäudes als Denkmal nach Objektbesichtigung am 3. April 2012. Scheune noch weitgehend authentisch erhalten, hofseitig Fachwerk im Erdgeschoss (außen aufgebrettert), Obergeschoss verbrettert mit originalen Fenstern, rückseitig verbrettert, mit Durchfahrt und originalem Dachstuhl. | 09283385 |
| Weitere Bilder                          | Wohnstallhaus | Großerkmannsdorfer Straße 84 (Karte)                         | Ende 19. Jahrhundert                                                                                             | Baugeschichtlich von Bedeutung, das Gebäude gehörte ehemals mit dem Wohnstallhaus Hauptstraße 8c (nach Straßenumbenennung 2008 Zum Wasserberg 2, Streichung 2007) zu dem Anwesen der Villa Radeberger Straße 8, 8a (nach Straßenumbenennung 2008 Zum Wasserberg 14, 12) | 09283393 |
| Weitere Bilder                          | Wohnstallhaus und Scheune eines Dreiseithofes | Großerkmannsdorfer Straße 86 (Karte)                         | 2. Hälfte 19. Jahrhundert                                                                                        | Baugeschichtlich von Bedeutung, nicht denkmalgerecht neu verputzt | 09283391 |
| Weitere Bilder                          | Scheune eines ehemaligen Mühlenanwesens (Wendmühle) | Wallrodaer Straße (gegenüber dem ehemaligen Gasthof) (Karte) | 18. Jahrhundert                                                                                                  | Baugeschichtlich und sozialgeschichtlich von Bedeutung, Seitengebäude war sicher Wagenremise, Bruchstein, verputzt, mit großen rundbogigen Öffnungen und Sandsteingewänden, abgebrannt. Mühlengebäude 1993 als Denkmal gestrichen, gegenüberliegender Gasthof abgebrochen. Scheune ist letztes Zeugnis des Mühlenanwesens, massiver Bau, Bruchsteinmauerwerk mit Eckquaderung aus Granit, große und kleine segmentbogige Toröffnung und Fensteröffnungen mit Granitgewänden, Vordach. | 09283426 |
| Direkt Bild zu diesem Denkmal hochladen | Teichhaus; Wohnstallhaus und Scheune | Zum Teichhaus 1 (Karte)                                      | 19. Jahrhundert                                                                                                  | Auf dem Damm des ehemaligen Langen Teiches gelegen, Wohnstallhaus Obergeschoss Fachwerk, baugeschichtlich und ortsgeschichtlich von Bedeutung, Scheune verbrettert | 09283424 |
| Weitere Bilder                          | Villa und Gartenpavillon sowie Einfriedung | Zum Wasserberg 12, 14 (Karte)                                | Bezeichnet mit 1899                                                                                              | Villa mit Deckenmalerei und originaler Ausstattung, Gartenpavillon ebenfalls mit Deckenmalerei, baugeschichtlich und künstlerisch von Bedeutung, Sommersitz eines Häuslermaklers aus Dresden, gesamtes Grundstück umfasste ehemals neben der Villa (Nummer 14) und dem Gartenpavillon (Nummer 12) auch das Wohnstallhaus (Zum Wasserberg Nummer 2, Obj. 09301581, Streichung 2007) und das Wohnstallhaus Großerkmannsdorfer Straße 84 (Obj. 09283393), Villa von Einfriedung aus Klinkerpfeilern mit Sandsteinkämpferplatten umgeben | 09283392 |

## Wallroda
| Bild                                    | Bezeichnung | Lage                              | Datierung                                                                                         | Beschreibung | ID       |
| --------------------------------------- | --- | --------------------------------- | ------------------------------------------------------------------------------------------------- | --- | -------- |
| Weitere Bilder                          | Pfarrhof mit Pfarrhaus, zwei Scheunen und Einfriedungspfosten | Friedensstraße 3 (Karte)          | Bezeichnet mit 1794 (Pfarrhaus im Sturz); 1719 Dendro (Pfarrscheune)                              | Pfarrhaus Obergeschoss Fachwerk, beide Scheunen Obergeschoss Fachwerk verbrettert, baugeschichtlich und ortsgeschichtlich von Bedeutung, acht Durchsteckpfosten aus Granit | 09284405 |
| Weitere Bilder                          | Dorfkirche Wallroda, Kirchhof, Einfriedungsmauer, Denkmal für die Gefallenen des Ersten Weltkrieges an der Kirchenwand und Gedenkstein (OdF) für drei KZ-Häftlinge | Friedensstraße 3 (Karte)          | 17. Jahrhundert (Kirche); nach 1918 (Kriegerdenkmal)                                              | Kleine Saalkirche, Putzbau mit geradem Schluss, steiles Satteldach mit achteckigem Dachreiter, Fachwerkgiebel im Osten und Westen, baugeschichtlich und ortsgeschichtlich von Bedeutung. Kleine Saalkirche des 17. Jahrhunderts. Putzbau, der Chor mit geradem Schluss, steiles Satteldach mit achteckigem Dachreiter. Fachwerkgiebel im Osten und Westen. Saal mit schlichter, hölzerner Kassettendecke, Kirchengestühl und Emporen, 18. Jahrhundert. Flügelaltar, um 1500, die Predella mit gemalter Darstellung des Salvators und der zwölf Apostel, im Mittelschrein die farbig gefassten Holzskulpturen einer Mondsichelmadonna mit Petrus und Paulus (Attribute verloren), auf den Flügeln Bilder: rechts die Bekehrung und Hinrichtung des Paulus, links Petrus im Gefängnis und seine Kreuzigung. Auf den Außenseiten der Flügel Verkündigungsszene. Einfache Holzkanzel in Renaissanceformen mit Reliefs der Evangelisten am Korb, am Aufgang Reliefs mit allegorischen Frauengestalten, Fides, Spes, Caritas und Patientia, Mitte 17. Jahrhundert. Sandsteintaufe mit birnenförmigen Schaft und runder Schale, getragen von Akanthusblättern und verziert mit Engelköpfen und Inschrifttafeln, bezeichnet mit 1650. | 09284404 |
| Weitere Bilder                          | Östliches Wohnstallhaus, westliche Scheune und nördliches Seitengebäude eines Vierseithofes sowie zwei Hofeinfahrtspfeiler                                         | Friedensstraße 4 (Karte)          | 1684 (laut dendrochronologischer Untersuchung im Dachstuhl)                                       | Wohnstall Obergeschoss Fachwerk verputzt, Scheune und Seitengebäude Bruchstein verputzt, baugeschichtlich und sozialgeschichtlich von Bedeutung, Scheune oben Fachwerk verbrettert, Hecht | 09284406 |
| Weitere Bilder                          | Wohnstallhaus | Friedensstraße 6 (Karte)          | Bezeichnet mit 1811                                                                               | Obergeschoss Fachwerk, baugeschichtlich von Bedeutung, Erdgeschoss verändert | 09284407 |
| Weitere Bilder                          | Wohnstallhaus und winklige Scheune eines Vierseithofes (Kunstblumenmanufaktur Heide Steyer)                                                                        | Großröhrsdorfer Straße 28 (Karte) | Bezeichnet mit 1830 (Wohnstallhaus); 2. Hälfte 19. Jahrhundert (Scheune)                          | Wohnstallhaus Obergeschoss Fachwerk verbrettert, baugeschichtlich und sozialgeschichtlich von Bedeutung, bezeichnet im Türsturz, Scheune Obergeschoss verbrettert, mit kleinen Fenstern und mit kleinem Anbau (holzverbrettert) | 09284414 |
| Weitere Bilder                          | Wohnhaus | Großröhrsdorfer Straße 28 (Karte) | 1936                                                                                              | Im Heimatstil der 1930er Jahre, baugeschichtlich von Bedeutung, Giebel verbrettert, Fensterläden | 09284413 |
| Weitere Bilder                          | Wohnstallhaus | Großröhrsdorfer Straße 50 (Karte) | Bezeichnet mit 1843                                                                               | Rückseitig Fachwerk, baugeschichtlich von Bedeutung, bezeichnet im Türsturz | 09284416 |
| Weitere Bilder                          | Wohnstallhaus | Großröhrsdorfer Straße 54 (Karte) | Bezeichnet mit 1830                                                                               | Obergeschoss Fachwerk, Giebel verbrettert, baugeschichtlich von Bedeutung, bezeichnet im Türsturz | 09284417 |
| Direkt Bild zu diesem Denkmal hochladen | Mehrere Portale bzw. Korbbogenstürze mit Bezeichnungen in den ruinösen Gebäuden eines Vierseithofes                                                                | Großröhrsdorfer Straße 66 (Karte) | Bezeichnet mit 1835 (Portal); bezeichnet mit 1847 (Portal); bezeichnet mit 1830 (Portal, Schwein) | Mit Bezeichnungen, hausgeschichtlich und handwerklich-künstlerisch von Bedeutung | 09284419 |
| Weitere Bilder                          | Wohnstallhaus | Mühlstraße 4 (Karte)              | Bezeichnet mit 1807                                                                               | Obergeschoss Fachwerk, baugeschichtlich von Bedeutung, bezeichnet im Schlussstein | 09284429 |
| Weitere Bilder                          | Bauernhof mit Wohnstallhaus, Scheune im Winkel dazu und Seitengebäude                                                                                              | Mühlstraße 7 (Karte)              | Anfang 19. Jahrhundert                                                                            | Wohnstallhaus Obergeschoss Fachwerk, baugeschichtlich und sozialgeschichtlich von Bedeutung | 09284428 |
| Weitere Bilder                          | Phillipp-Mühle; Wohnmühlengebäude einschließlich Mühlentechnik und winklige Scheune                                                                                | Mühlstraße 8 (Karte)              | Kern sicher 18. Jahrhundert                                                                       | Mühlengebäude Obergeschoss Fachwerk, Scheune Fachwerk im Drempel, teilweise verbrettert, baugeschichtlich und technikgeschichtlich von Bedeutung, nachweisbar ab Mitte 16. Jahrhundert | 09284427 |
| Weitere Bilder                          | Wohnhaus | Mühlstraße 13 (Karte)             | Anfang 19. Jahrhundert                                                                            | Obergeschoss Fachwerk, baugeschichtlich und sozialgeschichtlich von Bedeutung | 09284424 |
| Weitere Bilder                          | Wohnstallhaus | Mühlstraße 21 (Karte)             | Bezeichnet mit 1803                                                                               | Im Schlussstein bezeichnet, baugeschichtlich und sozialgeschichtlich von Bedeutung | 09284421 |
| Weitere Bilder                          | Dreiseithof mit Wohnstallhaus, Scheune im Winkel und zweiter Scheune                                                                                               | Radeberger Straße 18 (Karte)      | Bezeichnet mit 1853                                                                               | Baugeschichtlich und sozialgeschichtlich von Bedeutung. Wohnstallhaus: Obergeschoss Fachwerk, Giebel verschiefert, bezeichnet im Türsturz und im Giebel. Scheune im Winkel dazu mit Stall, Obergeschoss Fachwerk, zweite Scheune verbrettert. | 09284431 |
| Weitere Bilder                          | Gasthof mit Saal (ehemaliges „Erbgericht“, 1898–1950er) | Radeberger Straße 43 (Karte)      | 1890er Jahre                                                                                      | Späthistoristischer Putzbau mit Ecktürmchen, baugeschichtlich und ortsgeschichtlich von Bedeutung, Eckerker (Klinker mit Zierfachwerk), Inhaber ehemals Georg Wächter, Sandsteinsockel, Seitenrisalit, Obergeschoss Klinker mit Fachwerk | 09284408 |
| Weitere Bilder                          | Schule | Schulberg 3 (Karte)               | Um 1900                                                                                           | Einfacher Putzbau, ortsgeschichtlich von Bedeutung, Gebäude mit Mittelrisalit mit Dreiecksgiebel | 09284409 |
| Weitere Bilder                          | Aussichtsturm Felixturm | Sommerweg (im Hüttertal) (Karte)  | 1824                                                                                              | Ortsgeschichtlich und technikgeschichtlich von Bedeutung. Achteckiger Aussichtsturm auf dem Schafberg vom Radeberger Amtsmaurermeister Tüllmann aus Bruchstein erbaut, oben Ziegelzinnen (im Auftrag von Freiherrn Wilhelm von Gutschmidt für dessen Sohn Felix), 1825 Observatorium, 1839 Bergwirtschaft (erste Wirtsleute Johann Kaje und Frau), 1865 Errichtung eines Beobachtungspfeilers auf dem Turm und Aufnahme als Messpunkt für das Königlich-Sächsische Trigonometrische Netz II. Ordnung (Triangulationssäule II. Ordnung), 1918 Turm und Triangulationssäule bei Blitzeinschlag teilweise bzw. Säule gänzlich zerstört. | 09284430 |
| Weitere Bilder                          | Wohnhaus, Wohnstallhaus und Scheune im Winkel eines Vierseithofes sowie Pferdetränke                                                                               | Talblick 7 (Karte)                | Um 1905 (Wohnstallhaus); um 1910 (Bauernhaus)                                                     | Wohnhaus Putzbau mit übergiebeltem Mittelrisalit, Wohnstallhaus Obergeschoss Fachwerk, baugeschichtlich und sozialgeschichtlich von Bedeutung, Scheune mit verdecktem Fachwerk | 09284420 |

## Streichungen von der Denkmalliste

### Streichungen von der Denkmalliste (Arnsdorf)
| Bild                                    | Bezeichnung | Lage                               | Datierung                 | Beschreibung | ID       |
| --------------------------------------- | --- | ---------------------------------- | ------------------------- | --- | -------- |
| Direkt Bild zu diesem Denkmal hochladen | Wohnhaus | August-Bebel-Straße 1 (Karte)      | Um 1905                   | Frei stehend | 09284562 |
| Direkt Bild zu diesem Denkmal hochladen | Wohnhaus | Bahnhofstraße 7 (Karte)            | 18. Jahrhundert           | Frei stehend; zwischen 2001 und 2008 abgerissen | 09284576 |
|                                         | Wohnhaus | Bahnhofstraße 17 (Karte)           | Um 1870                   | Frei stehend | 09284564 |
| Direkt Bild zu diesem Denkmal hochladen | Seitengebäude | Hauptstraße 10 (Karte)             | Anfang 19. Jahrhundert    | | 09284623 |
| Direkt Bild zu diesem Denkmal hochladen | Wohnstallhaus, Auszugshaus mit Remise und Scheune eines Dreiseithofes, dazu drei Hofeinfahrtspfeiler                                                  | Hauptstraße 19 (Karte)             | Bezeichnet mit 1887       | Scheune Mittelgiebel mit Fachwerk, baugeschichtlich und wirtschaftsgeschichtlich von Bedeutung; 2017 von Denkmalliste gestrichen | 09284615 |
|                                         | Gebäude B4: Klinikgebäude im Stil der Reformbaukunst (Einzeldenkmal zu ID-Nr. 09284584)                                                               | Hufelandstraße 15 (Karte)          | 1907–1912                 | Einzeldenkmal der Sachgesamtheit Ehemalige Königlich Sächsische Pflegeanstalt Arnsdorf; zweigeschossiger Dreiflügelbau, ehemaliger Klinikbereich für überwachungsbedürftige Männer und Frauen, vor 2015 Geronto, geschichtliche Bedeutung; im März 2015 abgerissen und durch einen Neubau ersetzt. Weitgehend authentisch erhaltener Baukörper mit herkömmlicher Kubatur und Proportionen, verschiedene Fensterformate, im Dach Gaupen. | 09302255 |
| Direkt Bild zu diesem Denkmal hochladen | Wohnhaus | Karl-Liebknecht-Straße 6 (Karte)   | Um 1910                   | Frei stehend, herrschaftlich | 09284577 |
| Direkt Bild zu diesem Denkmal hochladen | Wohnstallhaus und Fachwerkscheune im Winkel dazu | Käthe-Kollwitz-Straße 1 (Karte)    | Anfang 19. Jahrhundert    | Obergeschoss Fachwerk, Giebelseite verbrettert; zwischen 2001 und 2008 abgerissen | 09284598 |
| Direkt Bild zu diesem Denkmal hochladen | Wohnstallhaus | Kleinröhrsdorfer Straße 3 (Karte)  | Bezeichnet mit 1823       | Obergeschoss zum Teil Fachwerk, straßenseitig verputzt | 09284609 |
|                                         | Wohnhaus | Kleinwolmsdorfer Straße 5 (Karte)  | Um 1905                   | Frei stehend, und zwei Hofeinfahrtspfeiler | 09284557 |
| Direkt Bild zu diesem Denkmal hochladen | Wohnhaus | Kleinwolmsdorfer Straße 22 (Karte) | Um 1905                   | Frei stehend, verwinkelt | 09284554 |
|                                         | Ehemaliger Kinokomplex (jetzt Wohnhaus) mit Saalanbau und quer stehendem Kopfbau mit betontem dreizonigen Eingangsbereich und vorgelegten Freitreppen | Markt 9 (Karte)                    | 1954–1955                 | Sowohl hinsichtlich Kubatur, Proportionen, äußeres Erscheinungsbild und innerer Ausstattung von hoher Originalität, baugeschichtlich, ortsgeschichtlich, sozialgeschichtlich und technikgeschichtlich von Bedeutung. Zwischen 2022 und 2024 abgerissen. | 09307009 |
| Direkt Bild zu diesem Denkmal hochladen | Ländliches Wohnhaus | Nordstraße 7 (Karte)               | 2. Hälfte 19. Jahrhundert | Obergeschoss Fachwerk, verbrettert; abgerissen | 09284601 |
| Direkt Bild zu diesem Denkmal hochladen | Zweiseithof mit Wohnstallhaus und Scheune im Winkel dazu                                                                                              | Oberstraße 4 (Karte)               | 2. Hälfte 19. Jahrhundert | Wohnstallhaus Obergeschoss Fachwerk, verputzt; Scheune verbrettert, mit Fenstern | 09284608 |
| Direkt Bild zu diesem Denkmal hochladen | Ländliches Wohnhaus | Oberstraße 14 (Karte)              | Mitte 19. Jahrhundert     | Obergeschoss traufseitig Fachwerk, verbrettert | 09284606 |
| Weitere Bilder                          | Wohnhaus | Poststraße 6 (Karte)               | Um 1910                   | Frei stehend | 09284566 |
| Weitere Bilder                          | Wohnhaus | Poststraße 10 (Karte)              | Um 1905                   | Frei stehend | 09284574 |
| Direkt Bild zu diesem Denkmal hochladen | Friedhofsmauer | Stolpener Straße (Karte)           |                           | abgerissen | 09284593 |
| Direkt Bild zu diesem Denkmal hochladen | Straßenbrücke über die Eisenbahn | Stolpener Straße (Karte)           | Um 1912                   | Kassettierte Betonfelder, baugeschichtlich und technikgeschichtlich von Bedeutung; nach 2014 von der Denkmalliste gestrichen, wahrscheinlich abgerissen und durch einen Neubau ersetzt | 09284585 |
| Direkt Bild zu diesem Denkmal hochladen | Doppelwohnhaus | Stolpener Straße 54                | Um 1910                   | Ehemals Einzeldenkmal der Sachgesamtheit Ehemalige Königlich Sächsische Pflegeanstalt Arnsdorf; im Heimatstil, wahrscheinlich abgerissen. Freistehender Baukörper im Heimatstil mit weitgehend authentischer Kubatur und Proportion, geschichtliche Bedeutung. Mit nur einer Nummer, zum Teil originale Fenster und Fensterläden, in der Mitte heruntergezogenes Dach.                                                                  | 09284588 |
| Direkt Bild zu diesem Denkmal hochladen | Doppelwohnhaus | Stolpener Straße 56                | Um 1910                   | Ehemals Einzeldenkmal der Sachgesamtheit Ehemalige Königlich Sächsische Pflegeanstalt Arnsdorf; im Heimatstil, wahrscheinlich abgerissen. Freistehender Baukörper im Heimatstil mit weitgehend authentischer Kubatur und Proportion, geschichtliche Bedeutung. Mit nur einer Nummer, zum Teil originale Fenster und Fensterläden, in der Mitte heruntergezogenes Dach.                                                                  | 09284589 |
| Direkt Bild zu diesem Denkmal hochladen | Wohnstallhaus, zurückgesetzt | Tannebergstraße 3 (Karte)          | Um 1850                   | Obergeschoss Fachwerk, verbrettert, Giebel verschiefert; abgerissen | 09284603 |
| Weitere Bilder                          | Zwei Hofeinfahrtspfeiler eines Vierseithofes | Tannebergstraße 14 (Karte)         | 1. Hälfte 19. Jahrhundert | Baugeschichtlich und wirtschaftsgeschichtlich von Bedeutung. Das ehemals denkmalgeschütztes westliches Seitengebäude mit Fachwerk-Obergeschoss wurde 2020 abgerissen, die Hofeinfahrtspfeiler 2020 oder 2021. | 09284602 |
| Direkt Bild zu diesem Denkmal hochladen | Wohnhaus | Teichstraße 9 (Karte)              | 1920er Jahre              | Frei stehend; abgerissen | 09284570 |
| Direkt Bild zu diesem Denkmal hochladen | Wohnhaus | Teichstraße 13 (Karte)             | Um 1905                   | Frei stehend | 09284569 |

### Streichungen von der Denkmalliste (Fischbach)
| Bild                                    | Bezeichnung                                                        | Lage                          | Datierung                                         | Beschreibung | ID       |
| --------------------------------------- | ------------------------------------------------------------------ | ----------------------------- | ------------------------------------------------- | --- | -------- |
| Direkt Bild zu diesem Denkmal hochladen | Gastwirtschaft mit rechtem Anbau                                   | Kirchstraße 19 (Karte)        | Anfang 19. Jahrhundert, Anbau bezeichnet mit 1883 | | 09284380 |
| Direkt Bild zu diesem Denkmal hochladen | Wohnhaus mit integriertem Wirtschaftsteil                          | Kirchstraße 28 (Karte)        | 1. Hälfte 19. Jahrhundert                         | Obergeschoss Fachwerk, Giebel verschiefert, baugeschichtlich von Bedeutung; 2016 abgerissen | 09284381 |
| Direkt Bild zu diesem Denkmal hochladen | Wohnstallhaus                                                      | Kirchstraße 42 (Karte)        | Anfang 19. Jahrhundert                            | Obergeschoss teilweise Fachwerk, verbrettert | 09284388 |
|                                         | Wohnstallhaus und nördliche Scheune eines ehemaligen Dreiseithofes | Kirchstraße 89, 90 (Karte)    | Bezeichnet mit 1846                               | Wohnstallhaus Obergeschoss Fachwerk, nach vorn verbrettert, bezeichnet im Türsturz, Scheune verbrettert, baugeschichtlich und wirtschaftsgeschichtlich von Bedeutung. - Stand Februar 2008: auf Grund der Straßenumbenennung 2007 zurzeit keine Hausnummer, wird neu belegt. - Stand Oktober 2010: laut ALK Hausnummer 89, westliches kleines Seitengebäude mit Fachwerk-Obergeschoss Abbruch 2011 festgestellt. - Wohnstallhaus und nördliche Scheune zwischen 2021 und 2024 abgerissen | 09284390 |
| Direkt Bild zu diesem Denkmal hochladen | Ländliches Wohnhaus mit Schuppenanbau                              | Mittelstraße 3 (Karte)        | 2. Hälfte 19. Jahrhundert                         | Obergeschoss Fachwerk | 09284396 |
| Direkt Bild zu diesem Denkmal hochladen | Wohnstallhaus                                                      | Röderstraße 16 (Karte)        | 1. Hälfte 19. Jahrhundert                         | Obergeschoss Fachwerk | 09284371 |
| Weitere Bilder                          | Wohnhaus und winkliges Seitengebäude eines Dreiseithofes           | Wilschdorfer Straße 1 (Karte) | Um 1800                                           | Wohnhaus teilweise Obergeschoss Fachwerk, Seitengebäude Obergeschoss Fachwerk, verbrettert, baugeschichtlich und wirtschaftsgeschichtlich von Bedeutung; nach 2014 von der Denkmalliste gestrichen | 09284373 |

### Streichungen von der Denkmalliste (Kleinwolmsdorf)
| Bild                                    | Bezeichnung                                                               | Lage                                                                                        | Datierung                                                                       | Beschreibung | ID       |
| --------------------------------------- | ------------------------------------------------------------------------- | ------------------------------------------------------------------------------------------- | ------------------------------------------------------------------------------- | --- | -------- |
| Direkt Bild zu diesem Denkmal hochladen | Holzverkleidete Handschwengelpumpe                                        | bei Alte Arnsdorfer Straße 12 (am Haus an der Kreuzung hinter der Eisenbahnstrecke) (Karte) |                                                                                 | | 09283425 |
| Direkt Bild zu diesem Denkmal hochladen | Wohnstallhaus (ohne hinteren Schuppenanbau)                               | Geschwister-Scholl-Straße 10 (Karte)                                                        | 1. Viertel 19. Jahrhundert                                                      | Obergeschoss Fachwerk, baugeschichtlich und sozialgeschichtlich von Bedeutung, weitgehend authentisch erhalten bzgl. Kubatur, Proportionen, äußeres Erscheinungsbild, innere Grundrissgliederung, Giebel verbrettert, originale Fenster, im Inneren alte Türen und alte Dielung und Fachwerkwände zwischen den einzelnen Räumen, sehr kleine Räume mit geringer Deckenhöhe. Handschwengelpumpe 2008 gestrichen. Wohnstallhaus 2017 oder 2018 abgerissen. | 09283405 |
|                                         | Geschwister-Scholl-Gedenkstein auf Grünfläche mit steinerner Einfassung   | Großerkmannsdorfer Straße (in Höhe der Geschwister-Scholl-Straße) (Karte)                   | 1950er Jahre                                                                    | Dreieckige Anlage | 09283408 |
| Direkt Bild zu diesem Denkmal hochladen | Kleine Wagenremise mit hölzernem Anbau                                    | Großerkmannsdorfer Straße (auf dem Platz an der Kirche) (Karte)                             | 2. Hälfte 19. Jahrhundert                                                       | Fachwerk | 09283396 |
|                                         | Kleiner Dorfteich, von Steinquadern eingefasst und von Grünfläche umgeben | Großerkmannsdorfer Straße (gegenüber dem Gasthof) (Karte)                                   |                                                                                 | | 09283394 |
|                                         | Unregelmäßig geformter Dorfteich                                          | Großerkmannsdorfer Straße (in Höhe der Straße nach Dittersbach) (Karte)                     |                                                                                 | | 09283383 |
| Direkt Bild zu diesem Denkmal hochladen | Transformatorenhäuschen                                                   | Großerkmannsdorfer Straße (auf dem Platz an der Kirche) (Karte)                             | 1910er Jahre                                                                    | | 09283395 |
| Direkt Bild zu diesem Denkmal hochladen | Wohnhaus (Fachwerk am Giebel) mit Einfriedung                             | Großerkmannsdorfer Straße 29 (Karte)                                                        | Um 1880/1890                                                                    | Fachwerk am Giebel | 09283421 |
| Direkt Bild zu diesem Denkmal hochladen | Kleiner Hühnerstall                                                       | Großerkmannsdorfer Straße 32 (Karte)                                                        |                                                                                 | | 09282414 |
| Direkt Bild zu diesem Denkmal hochladen | Wohnstallhaus und Nebengebäude eines ehemaligen Dreiseithofes             | Großerkmannsdorfer Straße 92 (Karte)                                                        | 1. Viertel 19. Jahrhundert                                                      | | 09283390 |
| Direkt Bild zu diesem Denkmal hochladen | Wohnstallhaus eines Dreiseithofes                                         | Großerkmannsdorfer Straße 94 (Karte)                                                        | 1715 Dendro (Bauernhaus); 1788 Dendro (Stube); bezeichnet mit 1813 (Bauernhaus) | Obergeschoss Fachwerk, baugeschichtlich und hausgeschichtlich von Bedeutung, wissenschaftlich dokumentarischer Wert. Abbruchgenehmigung für Abbruch Dachgeschoss und erstes Obergeschoss 2003 erteilt. Vor 2006: Abbruch Dachgeschoss und erstes Obergeschoss. Zwischen 2017 und 2024 aus der Denkmalliste gestrichen. | 09283389 |
| Direkt Bild zu diesem Denkmal hochladen | Kleine eiserne Pumpe im Garten                                            | Großerkmannsdorfer Straße 102 (Karte)                                                       |                                                                                 | | 09283387 |
| Direkt Bild zu diesem Denkmal hochladen | Holzverkleidete Handschwengelpumpe vor dem Haus                           | Großerkmannsdorfer Straße 106 (Karte)                                                       |                                                                                 | | 09283386 |
|                                         | Dorfteich mit steinerner Einfassung                                       | Seitenweg 3 (bei) (Karte)                                                                   | Bezeichnet mit 1928                                                             | Auf Stein bezeichnet, von Grünstreifen umgeben | 09283402 |

### Streichungen von der Denkmalliste (Wallroda)
| Bild                                    | Bezeichnung                                                                                    | Lage                                                            | Datierung                      | Beschreibung                                                              | ID       |
| --------------------------------------- | ---------------------------------------------------------------------------------------------- | --------------------------------------------------------------- | ------------------------------ | ------------------------------------------------------------------------- | -------- |
| Direkt Bild zu diesem Denkmal hochladen | Kleines ländliches Wohnhaus                                                                    | Großröhrsdorfer Straße 21 (Karte)                               | Anfang 19. Jahrhundert         | Obergeschoss Fachwerk, verbrettert, Giebel verschiefert                   | 09284422 |
| Direkt Bild zu diesem Denkmal hochladen | Wohnstallhaus                                                                                  | Großröhrsdorfer Straße 22 (Karte)                               | Bezeichnet mit 1833            | Obergeschoss Fachwerk, aufgebrettert, bezeichnet im Türsturz              | 09284412 |
| Weitere Bilder                          | Ländliches Wohnhaus                                                                            | Mühlstraße 11 (Karte)                                           | Anfang 19. Jahrhundert         | Massiv                                                                    | 09284425 |
| Weitere Bilder                          | Wohnstallhaus                                                                                  | Mühlstraße 17 (Karte)                                           | Anfang 19. Jahrhundert         | Obergeschoss Fachwerk                                                     | 09284423 |
| Direkt Bild zu diesem Denkmal hochladen | Wohnstallhaus                                                                                  | Radeberger Straße 12 (Karte)                                    | Bezeichnet mit 1853 (Türsturz) |                                                                           | 09284410 |
|                                         | Wohnhaus                                                                                       | Schulberg 1 (Karte)                                             | 1880er Jahre                   | Frei stehend, mit Klinker-Blendbögen, Putzprofilen und Fensterbedachungen | 09284411 |
| Direkt Bild zu diesem Denkmal hochladen | Dreiseithof mit Wohnstallhaus, angebauter Scheune und Scheune mit rückwärtigem Anbau mit Tenne | Schulberg 6 (heute wahrscheinlich Radeberger Straße 16) (Karte) | Um 1900                        | Scheune Obergeschoss verbrettert                                          | 09284403 |

## Tabellenlegende
- Bild: Bild des Kulturdenkmals, ggf. zusätzlich mit einem Link zu weiteren Fotos des Kulturdenkmals im Medienarchiv Wikimedia Commons. Wenn man auf das Kamerasymbol klickt, können Fotos zu Kulturdenkmalen aus dieser Liste hochgeladen werden:
- Bezeichnung: Denkmalgeschützte Objekte und ggf. Bauwerksname des Kulturdenkmals
- Lage: Straßenname und Hausnummer oder Flurstücknummer des Kulturdenkmals. Die Grundsortierung der Liste erfolgt nach dieser Adresse. Der Link (Karte) führt zu verschiedenen Kartendiensten mit der Position des Kulturdenkmals. Fehlt dieser Link, wurden die Koordinaten noch nicht eingetragen. Sind diese bekannt, können sie über ein Tool mit einer Kartenansicht einfach nachgetragen werden. In dieser Kartenansicht sind Kulturdenkmale ohne Koordinaten mit einem roten bzw. orangen Marker dargestellt und können durch Verschieben auf die richtige Position in der Karte mit Koordinaten versehen werden. Kulturdenkmale ohne Bild sind an einem blauen bzw. roten Marker erkennbar.
- Datierung: Baubeginn, Fertigstellung, Datum der Erstnennung oder grobe zeitliche Einordnung entsprechend des Eintrags in der sächsischen Denkmaldatenbank
- Beschreibung: Kurzcharakteristik des Kulturdenkmals entsprechend des Eintrags in der sächsischen Denkmaldatenbank, ggf. ergänzt durch die dort nur selten veröffentlichten Erfassungstexte oder zusätzliche Informationen
- ID: Vom Landesamt für Denkmalpflege Sachsen vergebene, das Kulturdenkmal eindeutig identifizierende Objekt-Nummer. Der Link führt zum PDF-Denkmaldokument des Landesamtes für Denkmalpflege Sachsen. Bei ehemaligen Kulturdenkmalen können die Objektnummern unbekannt sein und deshalb fehlen bzw. die Links von aus der Datenbank entfernten Objektnummern ins Leere führen. Ein ggf. vorhandenes Icon  führt zu den Angaben des Kulturdenkmals bei Wikidata.

## Ausführliche Denkmaltexte
1. ↑  Evangelische Pfarrkirche Arnsdorf (Dehio – Handbuch der deutschen Kunstdenkmäler / Sachsen Band 1):
Saalkirche von 1638, anstelle eines Vorgängerbaus vom Anfang des 16. Jahrhunderts unter Einbeziehung des älteren Chores errichtet. 1840 Umbau, Restaurierungen 1888 und 1934. Verputzter Bruchsteinbau mit Satteldach und achteckigem Dachreiter, an der Nordseite eingezogener Chor mit 5/8-Schluss. Flachgedeckter Saal, durch gedrückten spitzbogigen Triumphbogen vom Chor abgesetzt, dieser mit Netzgewölbe. Eingeschossige Empore an drei Seiten, wohl von 1840. Altarretabel aus der Kunigundenkirche zu Borna, Kreis Leipziger Land (1934 überlassen) von 1632 mit Gemälden von G. Kleggler (bezeichnet), mit Darstellung des Abendmahls, der Auferstehung der Toten (Ezechiël 37) und Christi Himmelfahrt. Schlichte Renaissance-Holzkanzel, Mitte 17. Jahrhundert, auf den vier Feldern des Korbes Gemälde der Evangelisten, datiert 1729. Sandsteintaufe von 1888. Holzkruzifix aus der 1. Hälfte des 18. Jahrhunderts, (ehemals in der Kirche zu Rammenau, Kreis Bautzen). Kleine Eule-Orgel von 1930. Auf dem Kirchhof der freistehende, auf vier Stützen ruhende Glockenturm mit Mansardwalmdach, 1918.
2. ↑  Einzeldenkmale der Sachgesamtheit Ehemalige Königlich Sächsische Pflegeanstalt Arnsdorf (ID-Nr. 09284584) :

  - Hufelandstraße 15 – Gebäude A1 (Obj. 09302243)
  - Hufelandstraße 15 – Gebäude A2 (Obj. 09302244)
  - Hufelandstraße 15 – Gebäude A3 (Obj. 09302245)
  - Hufelandstraße 15 – Gebäude A4 (Obj. 09302246)
  - Hufelandstraße 15 – Gebäude A5 (Obj. 09302247)
  - Hufelandstraße 15 – Gebäude A6 (Obj. 09302248)
  - Hufelandstraße 15 – Gebäude A7 (Obj. 09302249)
  - Hufelandstraße 15 – Gebäude A8 (Obj. 09302250)
  - Hufelandstraße 15 – Gebäude B1 (Obj. 09302251)
  - Hufelandstraße 15 – Gebäude B2 (Obj. 09302252)
  - Hufelandstraße 15 – Gebäude B3 (Obj. 09302254)
  - Hufelandstraße 15 – Gebäude B4 (Obj. 09302255)
  - Hufelandstraße 15 – Gebäude B5 (Obj. 09302256)
  - Hufelandstraße 15 – Gebäude B6 (Obj. 09302257)
  - Hufelandstraße 15 – Gebäude B7 (Obj. 09302258)
  - Hufelandstraße 15 – Gebäude B8 (Obj. 09302259)
  - Hufelandstraße 15 – Gebäude B9 (Obj. 09302260)
  - Hufelandstraße 15 – Gebäude B10 (Obj. 09302261)
  - Hufelandstraße 15 – Gebäude C1 (Obj. 09302265)
  - Hufelandstraße 15 – Gebäude C2 (Obj. 09302266)
  - Hufelandstraße 15 – Gebäude C3 (Obj. 09302267)
  - Hufelandstraße 15 – Gebäude C4 (Obj. 09302268)
  - Hufelandstraße 15 – Gebäude C5 (Obj. 09302269)
  - Hufelandstraße 15 – Gebäude C6 (Obj. 09302270)
  - Hufelandstraße 15 (Kirche) – Gebäude C7 (Obj. 09302272)
  - Hufelandstraße 15 – Gebäude C9 (Obj. 09302273)
  - Hufelandstraße 15 – anstaltseigener Friedhof mit Parentationshalle (Obj. 09302274)
  - drei Wäschereien
    - Hufelandstr./Ecke Friedrich-Wolf-Str. – Waschhaus (1) – (Obj. 09302275)
    - Stolpener Str., Nähe Anstaltsfriedhof – Waschhaus (2) – (Obj. 09302275)
    - Gebäude D3/bei B2  –  Waschhaus (3) – (Obj. 09302275)

  - drei ehemalige Wandelhallen
    - bei Gebäude A2 (Obj. 09302276)
    - bei Gebäude A5 (Obj. 09302276)
    - bei Gebäude B5 (Obj. 09302276)

  - Wohnhäuser:
    - Hufelandstraße 5 (Obj. 09284580)
    - Hufelandstraße 7 (Obj. 09284581)
    - Hufelandstraße 9 (Obj. 09284582)
    - Hufelandstraße 17 (Obj. 09302290)
    - Hufelandstraße 19 (Obj. 09302291)
    - Hufelandstraße 22 (Obj. 09302292)
    - Hufelandstraße 22 (bei) (Obj. 09302293)

  - Doppelwohnhäuser:
    - Stolpener Straße 18 (Obj. 09284588)
    - Stolpener Straße 20 (Obj. 09284589)
    - Stolpener Straße 57/59 (Obj. 09302294)
    - Stolpener Straße 22 (Obj. 09284590)

  - Villen:
    - Hufelandstraße 13 (Obj. 09284583)
    - Karswaldstraße 1 (Obj. 09284579)

  - Wasserhebe (bei B8, B9; Flurstück 282/37; Obj. 09302277)
  - Kondeswasserpumpenhaus C12
  - Wasserhäuschen und Brunnen (bei B10, Flurstück 282/37; Obj. 09302289);

Geschichtliche Angaben: Anlass des Baus war die Überfüllung der bestehenden Anstalten in Sachsen. 1906/07 Erwerb des ehemaligen Exerziergeländes für 200.000 Mark einschließlich der Vorbereitungsarbeiten. 1907 tritt eine ärztliche Kommission zur Erarbeitung eines geeigneten Bauprogramms für die neue Anstalt zusammen, Beginn der Planungsarbeiten, erste Planskizze. Anfertigung eines Entwurfs für die Gartengestaltung der Außenanlagen durch den Gartenarchitekten Paul Schindel (Bad Elster), der Entwurf kommt nicht zur Ausführung. 1908 Baubeginn zunächst der Versorgungs- und technischen Einrichtungen. Bauherr: Königliches Ministerium des Innern. Planung und Bauleitung: Baudirektion im Königlichen Ministerium des Innern (Architekt unbekannt). 1911 wird der Gartengehilfe Jeschke von Bad Elster als Gartenaufseher nach Arnsdorf versetzt, wahrscheinlich stammt die Gestaltung der gebäudenahen Gärten aus seiner Hand. 1912 erste Belegung mit Patienten aus anderen sächsischen Heil- und Pflegeanstalten. 1913 Abschluss der Bautätigkeiten (lediglich noch kleinere Baumaßnahmen bis 1916). 1950er Jahre Umbaumaßnahmen im Zusammenhang mit der Einführung neuer Therapieformen. Seit Beginn der 1990er Jahre umfangreiche Umbau- und Instandsetzungsmaßnahmen unter der Leitung des Sächsischen Staatshochbauamtes Dresden II (heute SIB Radeberg).

Benennung der Klinik:
  - 1912–18 Königlich Sächsische Pflegeanstalt zu Arnsdorf
  - 1918–54 Sächsische Landesheil- und Pflegeanstalt
  - 1954–91 Bezirkskrankenhaus für Psychiatrie und Neurologie
  - 1991–93 Fachkrankenhaus für Psychiatrie und Neurologie
  - 1991–93 Fachkrankenhaus für Psychiatrie und Neurologie
  - seit 1993 Sächsisches Krankenhaus für Psychiatrie und Neurologie

Die ehemalige Königlich Sächsische Pflegeanstalt Arnsdorf teilte sich ursprünglich in folgende Bereiche ein: Männerseite, Frauenseite, Verwaltungsbereich mit Verwaltungsgebäude, Kirche und Krankenhaus, Technische und Versorgungsgebäude, Angestelltenwohnungen, landwirtschaftliches Gut, gebäudeunabhängige Grünflächen, Friedhof und Parentationshalle mit Sektionshalle, Gärtnerei mit Gewächshaus.

Bauliche Schutzgüter: 
  - Brunnen:
    - Wandbrunnen an der Villa Hufelandstraße 22: Die Einfriedung der Villa Hufelandstraße 22 wird zum Platz hin durch einen Wandbrunnen akzentuiert. Der gestalterisch anspruchsvolle Brunnen besteht aus einer mit reformtypischen Ornamenten gestalteten Betonmauer, die eine Nische mit davorgelagertem kleinem Wassertrog bildet. In der Nische sitzt eine kleine Bronzeplastik auf einem Fisch, aus dessen Maul sich das Wasser ergießt. Am Sockel der Figur ist der Künstlername „G. Reissmann“ eingeprägt. Rechts und links des Wassertrogs befinden sind damit verbundene Sitzbänke. Hinter der Brunnenanlage befinden sich drei Hängeeschen (Fraxinus excelsior, Pendula). Formalästhetisch entspricht die Gestaltung der gleichzeitigen Bau- und Brunnenplastiken Georg Wrbas in Dresden.
    - Brunnen in der Kriegsgräberanlage für die Gefallenen des Zweiten Weltkriegs an der Stolpener Straße: Der in Beton gearbeitete Brunnen besteht aus polygonalem Wasserbecken und darin mittig angeordneter kleiner Stele. Er bildet im Zentrum der Kriegsgräberstätte einen wichtigen gestalterischen Akzent der Anlage. In ihm ist ein Zeugnis für den umfassenden Gestaltungswillen der Friedhofsreformer nach 1900 zu sehen. Dieser Typ Brunnen fand weite Verbreitung auf einer Vielzahl nach der Jahrhundertwende neu angelegter kommunaler Friedhöfen (vgl. Urnenhain Dresden-Tolkewitz). Auch technisch war der Einsatz von Stahlbeton für Wasserbecken noch relativ jung und zeigt die Vielfalt des Baustoffes.

  - Einfriedungen:
    - Holzstaketenzaun mit typischen Betonpfosten
    - Reste des ehemaligen Holzstaketenzaunes (Betonpfosten mit typischer Gestaltung) an den Gebäuden Hufelandstraße 3–13 und 22 sowie Haus B9
    - Rekonstruktionen des ehemaligen Holzstaketenzaunes an den Häusern A1und B7 (hier ist lediglich das Erscheinungsbild denkmalpflegerisch relevant)
    - verputzte Ziegelmauer mit Brunnen an der Villa Hufelandstraße 22
    - verputzte Ziegelmauer zur Stolpener Straße an Haus C2

  - Pavillons:
    - kleine Pavillons aus Holz einheitlicher Prägung in den Gärten der ehemaligen Angestelltenwohnungen in der Hufelandstraße 5, 7, 9, 11, 13, 17, 19 und 22 sowie der Stolpener Straße 18, 20 und 22
    - größere Pavillons aus Holz in den Patientengärten der Häuser A4 und A6
    - steinerne Pavillons in den Patientengärten der Häuser B7, B8 und B9 (in Resten)
    - Rekonstruktion nach historischem Vorbild an Haus B1 (hier ist lediglich das Erscheinungsbild denkmalpflegerisch relevant)

  - Wandelhallen:
    - Reste von Wandelhallen aus verputztem Ziegelmauerwerk in den ehemaligen Patientengärten der Häuser A2 und A5 (im Zuge der Einfriedung des forensischen Bereichs mit einer massiven Mauer eingekürzt)
    - vollständige Wandelhalle an Haus B5

  - Wege und Plätze: das gesamte Wegesystem war wahrscheinlich ursprünglich in wassergebundener Decke ausgeführt
  - Wegesystem mit hierarchischem Aufbau:
    - Wege 1. Ordnung (Haupterschließung des Anstaltsgeländes): Hufelandstraße und Verbindungsstraße zwischen Stolpener Straße und Hufelandstraße, Material: Großpflaster aus Granit
    - Wege 2. Ordnung (Verbindungsfunktion): Hauptwegesystem mit vorwiegend funktionellem Charakter, Material: keine historischen Wegedecken mehr vorhanden
    - Wege 3. Ordnung (Gebäudeerschließung und verbindende Fußwege): Material: zumeist keine historischen Wegedecken mehr vorhanden, lediglich im Bereiche des Kastanienrondells (zwischen den Häusern C1, C4, C3, C4 und C6), der Verbindungsweg zwischen den Häusern B2 und B4 und im Bereich des Friedhofs noch wassergebundene Decken vorhanden
    - Wege 4. Ordnung (Gartenwege in den gebäudenahen Bereichen): nur noch zum Teil als Gartenwege vorhanden, einige Wege noch als Bodenmodellierung erkennbar (Verifizierung durch Suchschürfungen nach Resten des Wegeunterbaus erforderlich), in den Gärten der Häuser A1, A2, B6 und B10 Wege vollkommen überformt (Reste des Wegeunterbaus wahrscheinlich vernichtet), Material: zumeist keine historische Wegedecken mehr vorhanden

  - Treppenanlagen:
    - gerade, dreiarmige, zweiläufig divergierende Treppenanlage mit gemeinsamen Antrittsarm, Zwischenpodest und zwei Eckpodesten aus Granitstufen und Sandsteinmauer im Patientengarten von Haus B7
    - gerade, einarmige, einläufige Treppen in den (ehemaligen) Patientengärten der Häuser A7, B6 und B7

  - Gedenksteine/Kriegsgräber:
    - Kriegsgräberanlage für die Gefallenen des Zweiten Weltkriegs an der Stolpener Straße: Einfriedung aus geschnittenen Buchen- (Fagus sylvatica) und Hainbuchenhecken (Carpinus betulus), Wegekreuz mit zweireihigen gegenständigen Alleen aus Sommer-Linden (Tilia platyphyllos) und zentralem Rondell und Brunnen (Brunnen bereits in den 1920er Jahren nachweisbar), abgetrennter, östlicher Bereich mit zwei mächtigen Blau-Fichten (Picea pungens ‚Glauca')

  - Gedenkstein für Elfriede Lohse-Wächtler (1899–1940) an Haus B3

Vegetative Schutzgüter: 
  - Alleen und Baumreihen: von den ursprünglich im gesamten Gelände vorhandenen Alleen sind heute nur noch wenige erhalten
    - zweireihige gegenständige Allee aus Sommer-Linden (Tilia platyphyllos) am Hauptweg des Friedhofs
    - einreihige Pflanzung aus Sommer-Linden (Tilia platyphyllos) entlang der Nebenwege des Friedhofs
    - zweireihige gegenständige Allee aus Stiel-Eichen (Quercus robur) am nördlichen Nebenzugang des Friedhofs (vom kommunalen Friedhof)
    - einreihige Pflanzung aus Rot-Eichen (Quercus rubra) entlang des Verbindungsweges zwischen Haus A6 und A7
    - einreihige Pflanzung aus Spitz- (Acer platanoides) und Bergahorn (Acer pseudoplatanus) entlang des Verbindungsweges südlich von Haus B1
    - zweireihige wechselständige Allee aus Spitz- (Acer platanoides) und Bergahorn (Acer pseudoplatanus) entlang des Verbindungsweges zwischen Haus B8 und B9
    - Kastanienrondell aus geschnittenen Rotblühenden Kastanien (Aesculus hippocastanum) im Zentrum eines fast quadratischen Platzes zwischen den Häusern C1, C4, C5 und C6, Begrenzung des Platzes durch einreihige Pflanzung aus geschnittenen Sommer-Linden (Tilia platyphyllos) an den Nord-, Ost- und Westseiten
    - zweireihige gegenständige Allee aus Winter-Linden (Tilia cordata) als südliche Begrenzung des Kastanienrondells

  - Einzelbäume und Baumgruppen: in Baumgruppen angeordnete Pflanzungen im gesamten Areal, oftmals an markanten Punkten wie zum Beispiel Weggabelungen oder -kreuzungen, Einzelbäume meist in Beziehung zu den Gebäuden
  - Hecken und Sträucher: im gesamten Gelände geschnittenen Hecken aus Buchen (Fagus sylvatica) und Hainbuchen (Carpinus betulus) zur Einfriedung der hausnahen Gärten, sehr altes Exemplar einer Buchenhecke (Fagus sylvatica) westlich von Haus A7
  - Schmuckpflanzungen: zwei runde Teppichbeete westlich von Haus C1 (Verwaltungsgebäude) mit Sommerblumenbepflanzung

Sonstige Schutzgüter: 
  - Blickbeziehungen:
    - Blick von der Hufelandstraße auf den Turm von Haus C1 (Verwaltungsgebäude)
    - Blick von der Stolpener Straße auf die Kirche
    - ehemalige Blickbeziehungen: Blick von Süden auf die Mittelachse von Haus A2, heute durch die Einfriedung des forensischen Bereichs mit einer massiven Mauer gestört
3. ↑  Evangelische Krankenhauskirche der Sachgesamtheit Ehemalige Königlich Sächsische Pflegeanstalt Arnsdorf (Dehio – Handbuch der deutschen Kunstdenkmäler / Sachsen Band 1):

Bedeutender, unverändert erhaltener Zentralbau des Jugendstils auf dem parkartigen Gelände des 1909–12 errichteten Sächsischen Landeskrankenhauses für Psychiatrie und Neurologie, geweiht 1913. Wohl von Hermann Otto Undeutsch und Oberbaurat Oskar Bernhard Reh vom Staatshochbauamt konzipiert nach dem Vorbild der Kirche am Steinhof in Wien von Otto Wagner. Restaurierung des Äußeren 1991–94. Hoch aufstrebender Bau mit steilem Mansardwalmdach und Dachreiter. An der Nord- und Südseite fünf hohe, eng aneinandergefügte in Rustika-Sandstein gefasste Fenster. Annähernd quadratischer Innenraum mit halbkreisförmigem, leicht erhöhtem Altarraum. An Stahlseilen eingehängte verputzte Kuppel, im Chor Halbkuppel. An der Westseite eingeschossige Empore auf Sandsteinpfeilern mit barockisierender Brüstung. Der Kirchenraum zum Altarraum abfallend. Das Halbrund des bühnenartigen Altarraums mit Pilastergliederung in Kunstmarmor, das Gewölbe dunkelblau ausgemalt mit Darstellung der Sonne. Einheitliche Jugendstilausstattung, ornamentale und florale Wandmalereien an den Wänden und in der Kuppel, Glasmalereien. Schlichtes hölzernes Jugendstil-Altarretabel mit gutem Gemälde von Oskar Popp, bezeichnet mit 1913, mit Darstellung der Heilung des Lahmen. Hölzerne Taufe, wohl auch 1913. Im Kirchengestühl aufgestellt zwölf große fünfarmige elektrische Bronzeleuchter, weitere vier Leuchter auf der Empore. Von der Jehmlich-Orgel (1912) Metallpfeifen nach 1945 geplündert.
4. ↑  Felixturm Wallroda:
 Der Turm wurde 1824 im Auftrag des Rittergutsbesitzers von Kleinwolmsdorf, Freiherr Wilhelm von Gutschmidt, für dessen Sohn Felix erbaut und 1825 als Observatorium eingeweiht. Eine einfache Bergwirtschaft entstand 1839. Nach einer mündlichen Baugenehmigung von Gutsbesitzer Höfgen in Wallroda wurde 1865 auf der Galerie des 17 m hohen Felixturmes die Vermessungssäule für die Königlich-Sächsische Triangulirung als Station 2. Ordnung, Nr. 65 errichtet. Die Säule wurde aus Neundorfer Sandstein gefertigt und war 1,20 m hoch. 1876 wurde der baufällig gewordene Turm erstmals saniert. Mehrfach wechselten die Eigentümer von Turm und Restauration. 1888 entstand ein Unterkunftshaus für 150 Personen. Ein durch Blitzschlag ausgelöster Brand zerstörte den Turm 1918, wodurch auch die Vermessungssäule verloren ging. Wegen Einsturzgefahr wurde 1930 der obere Teil des Turmes abgetragen. 1960 kamen Turm und Gelände an die Stadt Radeberg. Die Gaststätte war bis 1965 in Bewirtschaftung, konnte aber nach einem schweren Sturmschaden nicht mehr genutzt werden, wurde geplündert, zerstört und schließlich vollständig abgetragen. 1978 wurde der Turm verpachtet. Nach einem aufwendigen Ausbau wird er heute für Amateurfunkzwecke genutzt. Seit 2000 befinden sich Turm und Gelände nach Kauf in Privathand. Die heutige Turmhöhe soll nunmehr 15 m betragen. 

Im Zeitraum 1862 bis 1890 erfolgte im Königreich Sachsen eine Landesvermessung, bei der zwei Dreiecksnetze gebildet wurden. Zum einen handelt es sich um das Netz für die Gradmessung im Königreich Sachsen (Netz I. Classe/Ordnung) mit 36 Punkten und die Königlich Sächsische Triangulirung (Netz II. Classe/Ordnung) mit 122 Punkten. Geleitet wurde diese Landesvermessung von Christian August Nagel, wonach die Triangulationssäulen auch als „Nagelsche Säulen“ bezeichnet werden. Dieses Vermessungssystem war eines der modernsten Lagenetze in Deutschland. Die hierfür gesetzten Vermessungssäulen blieben fast vollständig an ihren ursprünglichen Standorten erhalten. Sie sind ein eindrucksvolles Zeugnis der Geschichte der Landesvermessung in Deutschland sowie in Sachsen. Das System der Vermessungssäulen beider Ordnungen ist in seiner Gesamtheit ein Kulturdenkmal von überregionaler Bedeutung.